# Alvis Car and Engineering Company
Alvis (Алвіс) — британська автомобілебудівна компанія з Ковентрі, заснована 1919 року. Крім цивільних автомобілів виготовляла авіадвигуни і військову техніку. Припинила незалежну діяльність 1965 року.

## Заснування компанії Alvis. Самостійна діяльність фірми (1919—1965)
У 1919 році 39-річний валлієць Томас Джордж Джон купує в Мідленді, Ковентрі дочірнє підприємство американської карбюраторної фірми Holley Brothers and Co. Сам Джон був за освітою військово-морським архітектором і спроєктував судноверф для Armstrong Whitworth, але з 1915 року перейшов працювати інженером в авіаційному відділенні фірми Siddeley-Deasy. Після покупки підприємства він перейменовує його на честь себе — T.G. John and Company Ltd, і воно починає випускати стаціонарні двигуни, карбюратори і мопеди, що продаються як Stafford Mobile Pup, до речі, 50-кубовий мотор цих скутерів був розробкою Джона, також фірма виробляла двигуни для фірми Hillman.
Незабаром Джон купує у Жоффруа де Фревіля креслення 4-циліндрового автомобільного двигуна з алюмінієвими поршнями і системою змащення під тиском, де Фревіль ще в 1914 році заснував фірму Aluminium Alloy Piston Company, яка займалася виробництвом алюмінієвих поршнів і, відповідно, був фахівцем у цій галузі. До речі кажучи, француз займався не тільки виготовленням алюмінієвих деталей для двигунів, але й продажем в Британії французьких автомобілів марки DFP, потім його естафету перехопить Волтер Бентлі зі своїм братом. Тим часом до виробництва запускається і автомобіль, також спроєктований де Фревілем, до речі, француз продає валлійцю і торгову назву Alvis, яку він дав своєму автомобілю.
До речі, довгий час ходили суперечки про походження назви, деякі історики вважали, що де Фревіль скоротив слово Алюміній до «Al» і додав слово «Vis», що на латині означає «сила», інші вважали, що запозичив назву зі скандинавської міфології, де існував бог-зброяр Alviss, але ближче до кінця свого життя, в 60-х, де Фревіль сказав журналістам, що придумав назву і ніякого смислового навантаження вона не несе.
У березні 1920 року з'являється перший автомобіль фірми — Alvis 10/30HP, проте продажі почалися тільки в липні.

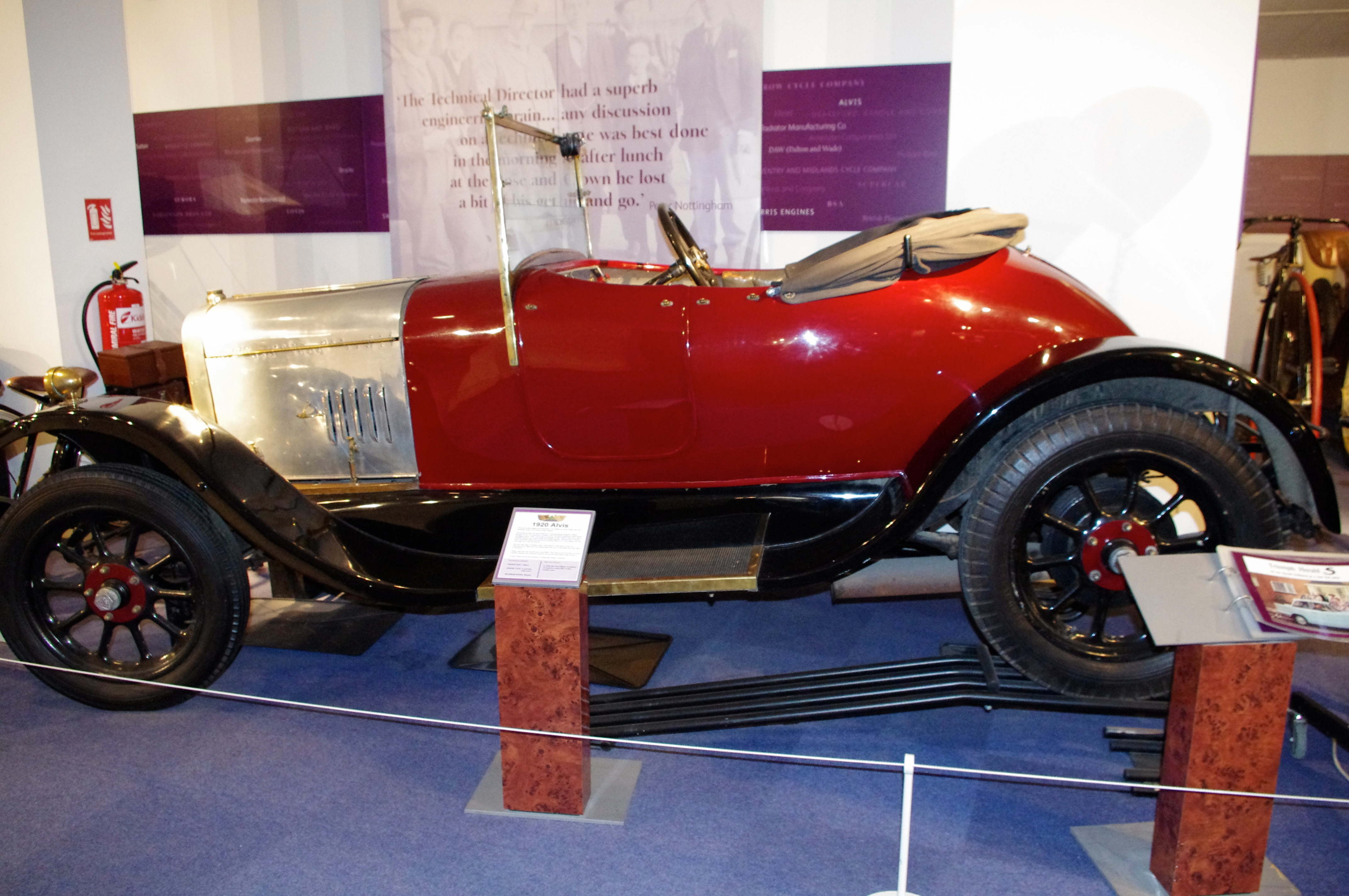
Alvis 10/30 Roadster

1.5 л мотор розвивав 30 сил, агрегатувався з 4-ступінчастою трансмісією, кузова машинам взялися постачати місцеві фірми Cross & Ellis і Carbodies, причому остання була ровесницею фірми Джона (ця фірма відома по лондонським кебам). Не дивлячись на відносно високу ціну для автомобіля цього класу, ця модель стала досить популярною (до кінця року випускалося до 2-х машин на тиждень), тому що машинка володіла максимальною швидкістю в 95 км/год, так що якщо була можливість, то власник такої машини міг обігнати містера на більшому авто.
Тим часом авіаційна фірма A.V. Roe and Co (що належить автомобільній фірмі Crossley Motors), що випускає продукцію під брендом AVRO, подає на T.G. John and Company Ltd за те, що новоспечена фірма використовує логотип, схожий на її, — зелений трикутник з крилами, тут на допомогу знову приходить де Фревіль, він дозволяє використовувати логотип його фірми — перевернутий червоний трикутник, в який Джон вписав назву ALVIS, а в грудні 1921 року й зовсім перейменовує фірму в Alvis Car and Engineering Company Ltd, тоді ж фірма переїжджає з Мідленду в Холіхед Роуд, де, до речі, знаходилася і кузовна фірма Carbodies. 
Ну, а поки повернемося до 10/30НР, машина була досить швидкохідною для свого часу, її використовували в різних спортивних змаганнях, вперше машина дебютувала в 1920 році на марафоні Лондон-Единбург, де виборола срібну медаль. 1921 року Харві готує полегшену версію для участі в Ле-Мані в класі Voiturettes («войтюреток»), і досить успішно йшов, тримаючи 4-е місце слідом за трьома Talbot-Darracq, але на четвертому колі він пробиває каменем картер і виходить з гонок. Однак ця невдача не змогла затьмарити цілу хвилю перемог цього сезону, приміром, наприкінці квітня машина займає перше місце п'єдесталу на гонках Лондон-Холіхед, згодом знову золото, але вже в Мідленді, через два тижні золото в марафоні Лондон-Единбург і ще, як мінімум, 15 перемог у змаганнях, які проходили у Великій Британії, а завершили сезон 200-мильні гонки в Брукландс, де дві машини прийшли першими до фінішу, перша машина показала середню швидкість в 105 км/год, а друга — 90 км/год, але цього вистачило для золотої медалі, сам пілот заявляв, що розганяв машину до 139 км/год на окремих ділянках траси.
Тим часом, в 1921 році готується ще один варіант автомобіля з мотором збільшеного об'єму — 1.6 л, потужність автомобіля не змінилася, але якщо 10/30НР випускалася з 2-місними кузовами, то 11/40НР, переважно, йшла з 4-5-місними кузовами, при тому, що шасі були незмінені. 1922 року на основі 11/40НР з'являється ще одна машина — 12/40НР, технічно вона була копією 11/40НР, з тією лише різницею, що база була зменшена на 10 см і машина подавалася як спортивна версія, хоча клієнти могли замовити і закриті кузова типу седан.

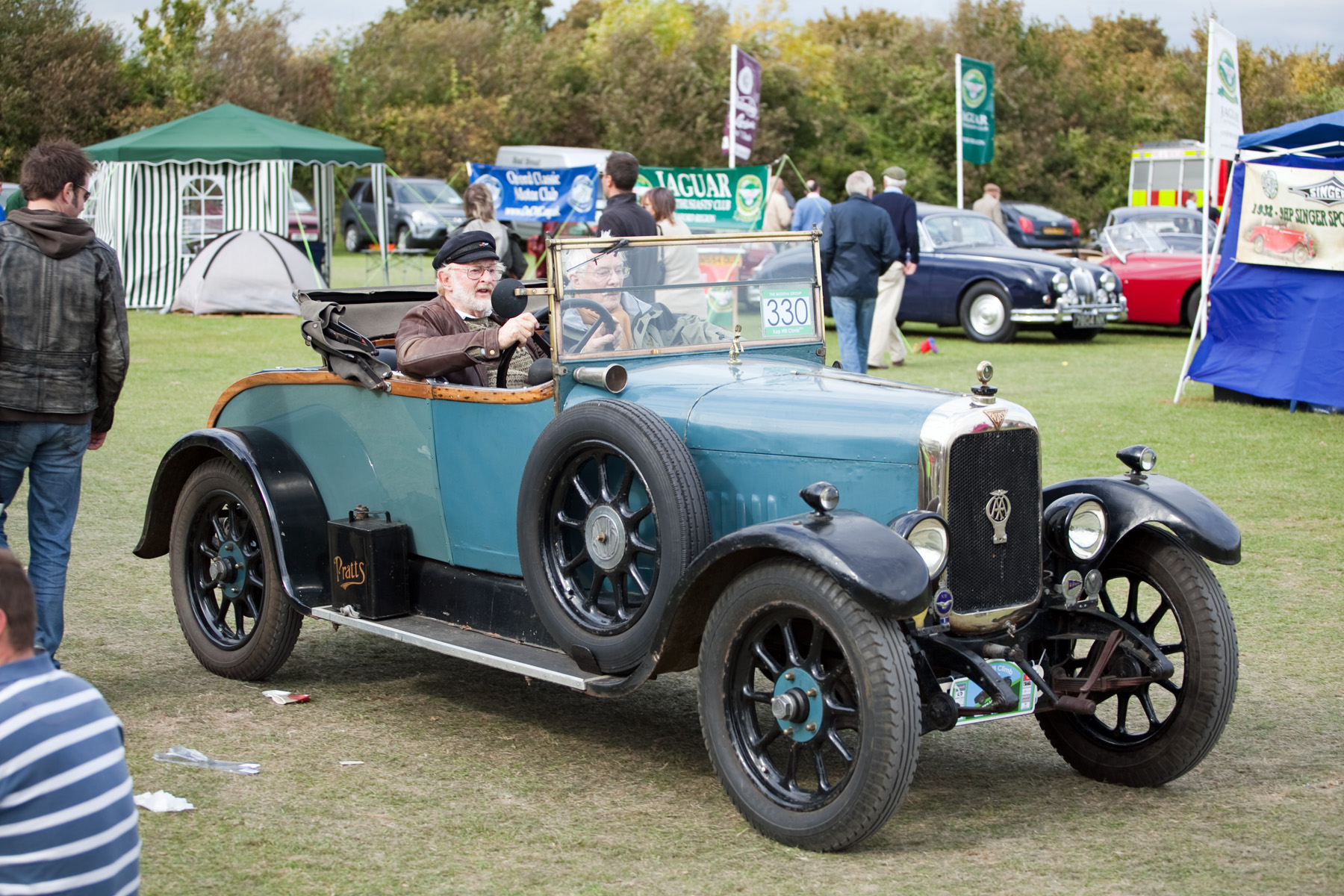
Alvis 12/40HP

Тим часом справи у фірми не зовсім ідеальні, і в тому ж 1922 році вона береться за приробіток — починає випускати автомобілі марки Buckingham для однойменної фірми, однак, до 1923 року Френк Букінгем знайшов всього 30 покупців на свою продукцію, після чого і зовсім припинив свою діяльність. Це був автомобіль з 1.1 л мотором V2 і повітряним охолодженням. 
Так як у фірми не було свого штатного головного конструктора, то на роботу наймають Джорджа Томаса Сміт-Кларка, ця людина встигла попрацювати інженером з частини залізничного транспорту, потім водієм автобуса, потім входив до комісії з перевірки авіаційних двигунів, що поставлялися ВПС Англії, потім встиг повоювати, будучи зарахованим до королівських ВПС, і після війни якийсь час пропрацював головним інженером у британському Daimler. З цієї ж фірми він привів із собою Вільяма Данна, який став головним малювальником, щось типу дизайнера. 
Насамперед Сміт-Кларк береться за переробку мотора, він хоче встановити клапани зверху замість бічної схеми, так в 1923 році з'являється модель 12/50.
Об'єм мотора залишився на колишньому 1.5 л рівні, а ось потужність піднялася до 50 сил. Автомобіль представили у двох варіантах шасі і, залежно від довжини, малася приставка SA або SB. Говорити про те, що це була успішна спортивна машина, і не варто — це і так зрозуміло, в жовтні 1923 року машина ставить рекорд траси Брукландс, показавши середню швидкість в 149 км/год, причому гонка була найнапруженішою, Моріс Харві фінішує першим, а через три хвилини фінішує Bugatti, слідом за нею AC і потім Aston Martin, при цьому два останніх були спеціальними гоночними, на відміну від цілком серійного Alvis. A взагалі, в той день Харві поставив 39 рекордів різного значення. Не залишилися осторонь і моделі з бічними клапанами, їм збільшили базу на 10 см, мотор і коробку змонтували на спеціальний підрамник, як і на 12/50НР, крім цього, задній міст був виготовлений з алюмінієвих сплавів, що зменшувало його вагу. 
Однак, попри те, що фірма випускає надійну і цілком успішну в спортивному аспекті техніку, фінансове становище було не найкращим і в червні 1924 року починає самоліквідація, але фірму рятує торговий агент з Лондона — Хенлі, який знаходить левову частку покупців, і фірма залишається на плаву. Але в раді директорів відбуваються зміни — сер Артур Лоус Дікінсон стає генеральним директором фірми, а Джон — керуючим директором. Восени 1924 року анонсують модернізовану модель SC 12/50HP, мотор збільшений до 1.6 л, цей варіант випускали на шасі версії SB, але на відміну від двох попередніх моделей, цю версію за замовленням можна оснастити гальмами всіх коліс.

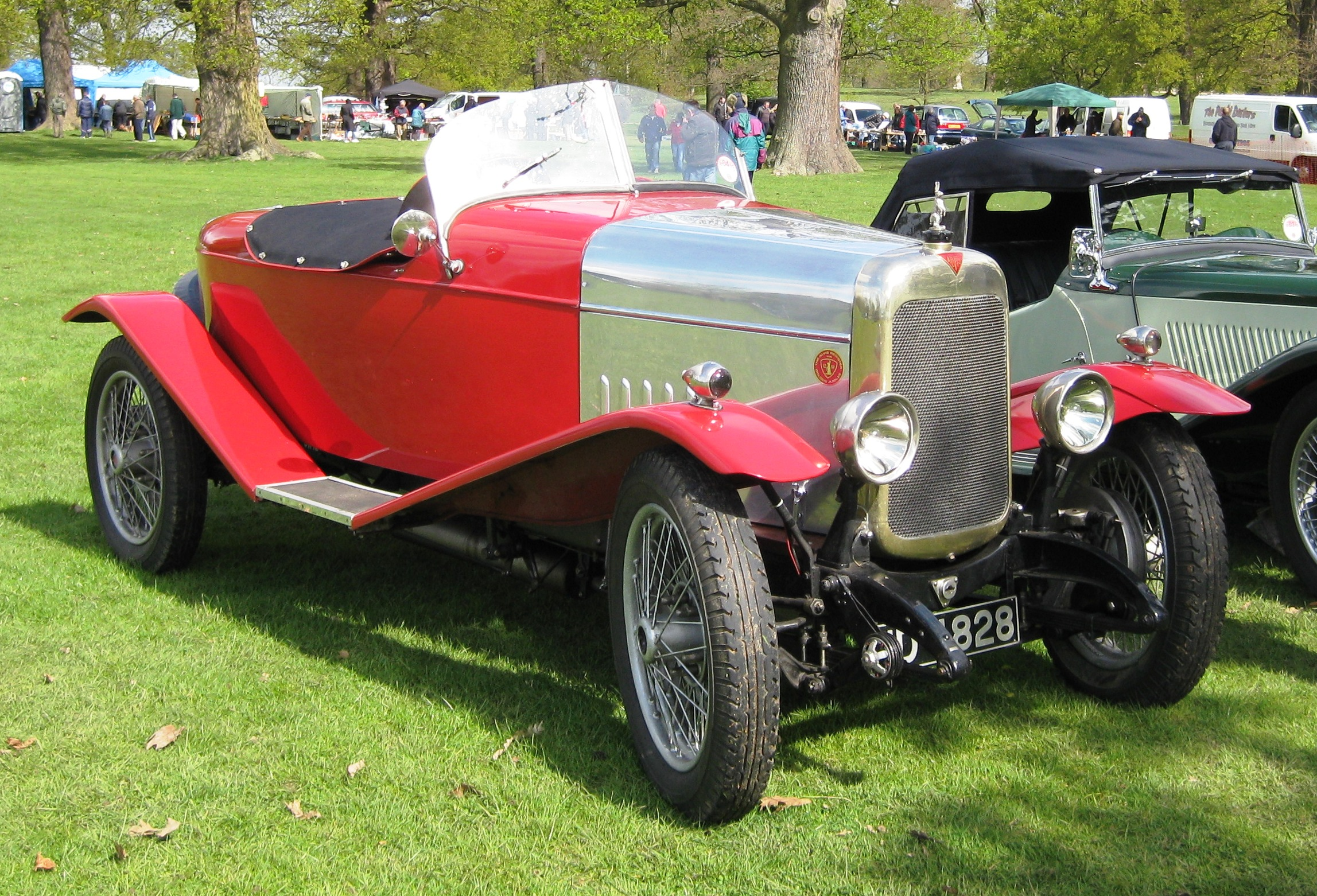
Alvis SC 12/50НР

Спортивний сезон був успішний, і восени 1924 року фірма готує спеціальну спортивну версію, вона має легку низьку раму, мотор і коробка передач з'єднані в моноблок, гальма зменшені в розмірі, і з редуктора заднього моста вилучений диференціал, і все це заради полегшення ваги. Але ні Харві, ні Френк Гелфорд не займають сходинку пошани, вони фінішують на 6-му і 8-му місці. Після такого фіаско на головному спортивному заході року Сміт-Кларк і Данн починають сидіти над новою розробкою. 
І вона була готова в квітні 1925 року, це було по-справжньому революційне дітище — передньопривідна машина, з передньою підвіскою типу Де Діон і з мотором від 12/50НР, який разом з коробкою передач перевернули, а на сам мотор встановили компресор Рутса. Рама і кузов автомобіля були зроблені з дюралюмінію, мотор був форсований до 70 к/с, але короткочасно за допомогою компресора нагніталось ще 30 сил. Ця машина дебютувала на змаганнях з підйому на пагорб Коп Хілл, де і посіла перше місце в класі до 1500 кубів, це було рівно на 2 місяці раніше, ніж у спорті дебютувала спортивна машина американця Міллера. У травні проходили змагання Шелслі Уолш і Харві на передньопривідному Alvis, який був на той момент без компресора. Вони поступились тільки часткою секунди автомобілю Сігрейва — 2-літровому компресорному Sunbeam, обійшовши Майнера на такому ж 2-літровому компресорному Mercedes. Проте вже до літніх заїздів на Brooklands авто нарешті отримало компресор, і дві такі машини взяли участь у змаганнях, на одній їхав майор Харві, на другому — граф Коттінгем, Харві ставить рекорд траси для автомобілів до 1.5 л, показавши середню швидкість в 167 км/год, однак швидка машина мала й слабке місце і, як не дивно, це був не карданний привід передніх коліс, а гальма. Коттінгем зійшов з траси через те, що гальма перегрілися і жар від розжарених гальм випарував мастило в диференціалі, через що сталося його заклинювання, а Харві вибув в самому кінці гонки, коли у мотора обламало один із штовхачів, бо Харві гальмував мотором через втрату гальм і підвищені оберти привели до такого фіналу.

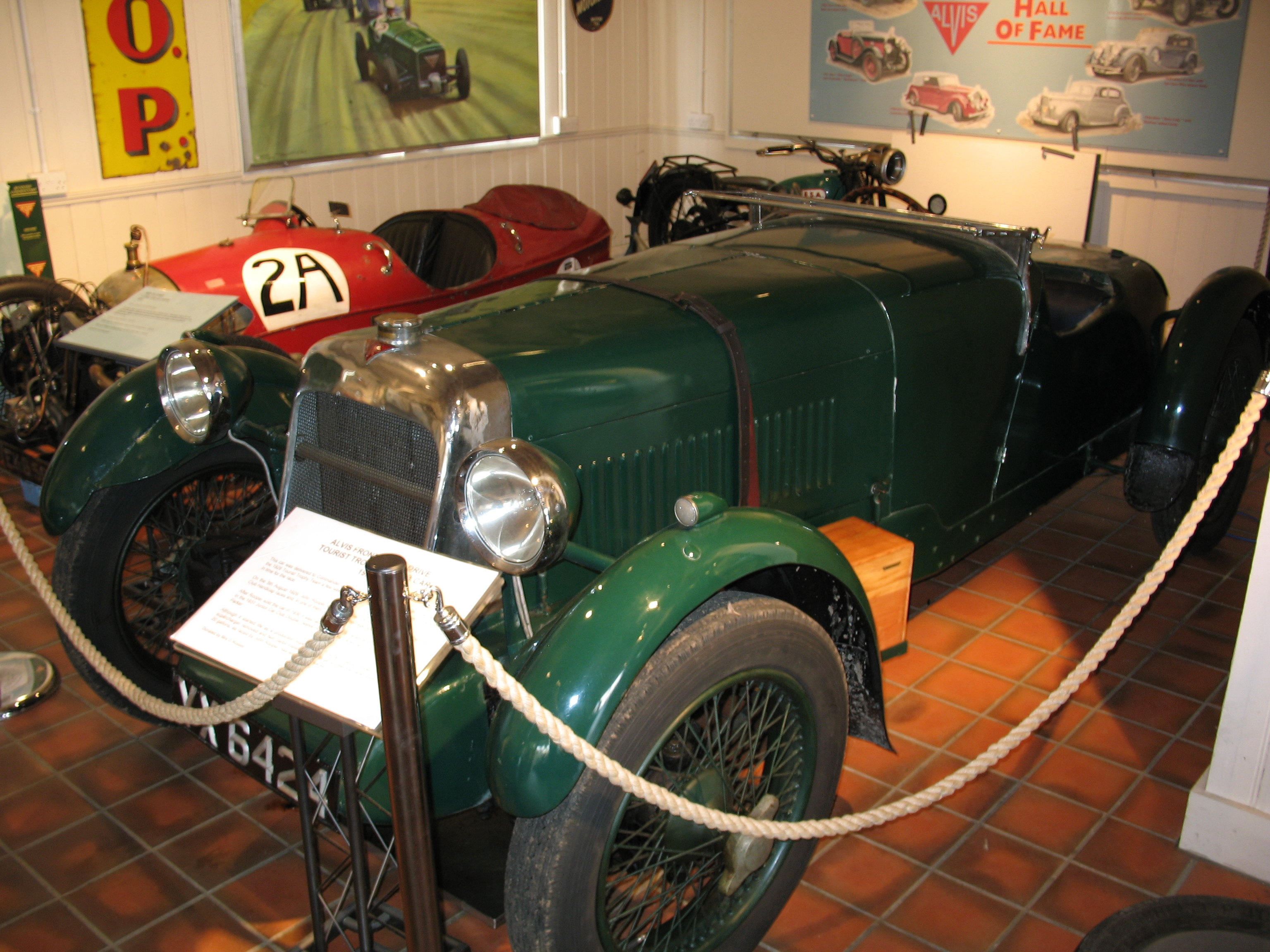
Alvis Front Wheel Drive

Тим часом у серійній виробничій програмі залишається тільки серія 12/50, бо моделі з бічними клапанами припиняють виготовляти, до речі кажучи, взагалі серія 12/50НР була дуже надійною, велика кількість з того малого числа автомобілів, що було випущено, дожили до початку 60-х без всяких капітальних ремонтів.
Через рік інженери фірми створюють 1.5 л 8-циліндровий гоночний автомобіль на передньому приводі, оснащений нагнітачем мотор видавав 110 к/с, що дивно, але мотор був моноблочний, і довгий рядний 8-циліндровик відливався на власних потужностях фірми. Кузов і шасі цього разу були металевими, фірма побудувала дві такі машини, але вони були «сирими», проте, боліди були виставлені на 200-мильний заїзд, пройшовши третину траси, Харві, який йшов другим після гоночного «Даррака», здійснює аварію і сходить з траси, а автомобіль графа Коттінгема втрачає тиск мастила в моторі і також сходить, коли мотор уже працює в суху і клинить. 
У цей час серійні машини також зазнають еволюцію, модель 12/50НР отримує нову, більш жорстку раму, тепер мотор і коробка прикріплюються прямо до рами без всяких підрамників. Варіант з 1.6 л мотором отримує індекс TE, а 1.5 л — TF, як стандартне оснащення використовуються гальма всіх коліс. 
До 1927 року гоночна машина отримує 2 розподільчих вала в моторі, а передня підвіска стає незалежною, кузов стає «Монопосто», тобто з єдиним місцем по середині, але тут фірму чекає удар — гонки Брукландс міняють регламент і клас 1.5 л машин скасовується, проте на випробуваннях болід показав на трасі середню швидкість в 193.6 км/год. Серійні ж машини знову отримують нові індекси, ТІ стає TG, а TF перетворюється на TH.

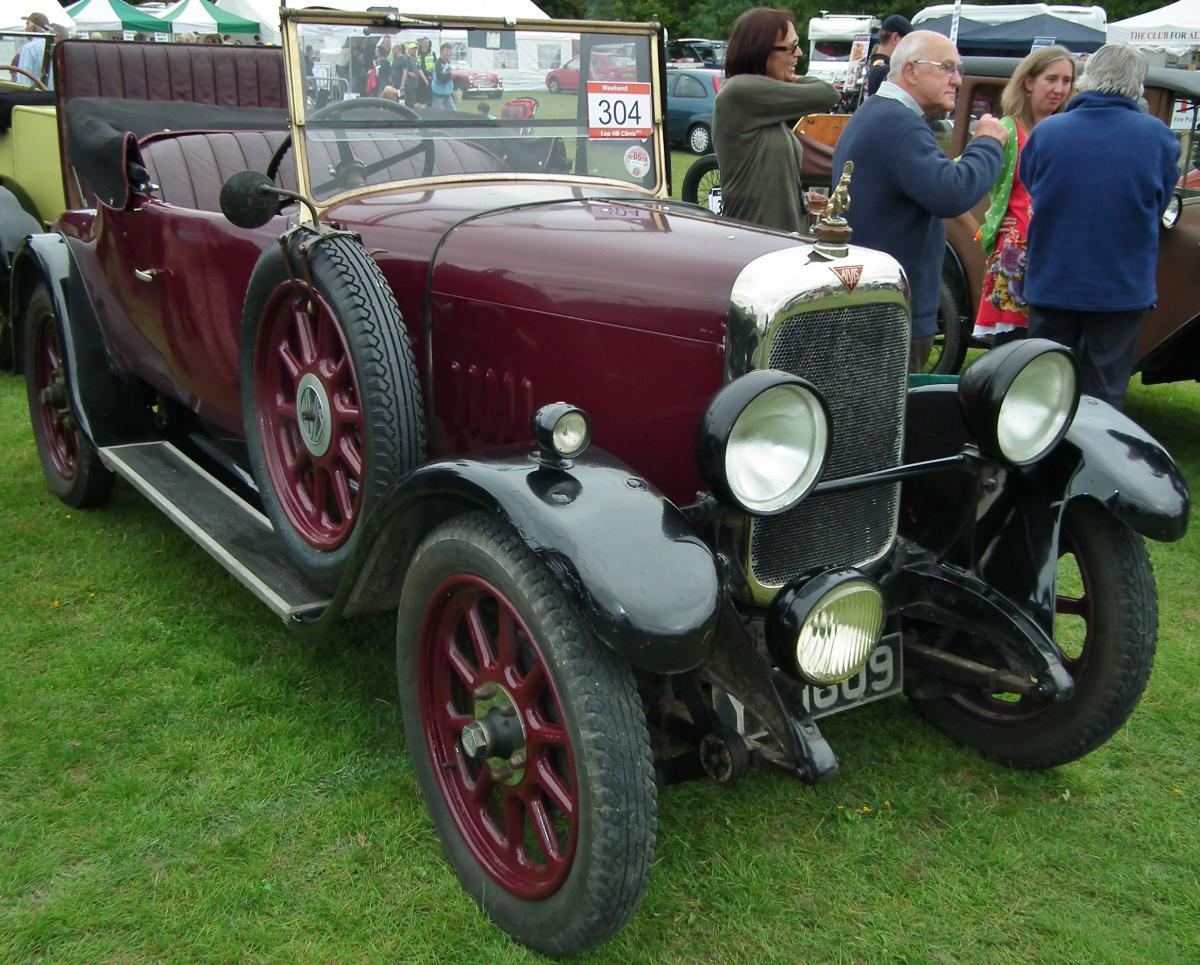
Alvis TG 12/50HP

Щоб ще більше заплутати покупців, з'являється модель SD 12/50HP, вона має такий же мотор, що і ТН (1.5 л), але з переробленою головкою і більш великим карбюратором, а також коротшими 2-місними кузовами і, взагалі, автомобілі з 1.5 л моторами підносили як спортивні версії, а 1.6 л пропонувалися для солідніших кузовів, які важили більше і, відповідно, було потрібно трохи більше крутного моменту, щоб зрушувати машину з місця. Іншою новинкою стала поява 6-циліндрової серійної машини — 14/75НР TA з 1.9 л мотором, який розвивав 62 к/с. Автомобіль мав передавальні відношення в трансмісії, які не робили його швидшим 4-циліндрової машини, але, в цьому випадку, акцент робився на тишу в салоні і плавність автомобіля. 
У 1928 році фірма вирішує випустити свої спортивні інновації в ширший обіг, і починає вперше в світі серійно випускати передньопривідний автомобіль. 1.5 л мотор може оснащуватися як компресором розробки Данна, так і без нього, а також у двох базах, в першому випадку розвивалося 75 к/с, у другому — 50 к/с. Короткі шасі в таких випадках носили індекси FD і FA, а довгі — FE і FB. Автомобіль мав незалежну підвіску всіх коліс, що також було в дивину в той час. 

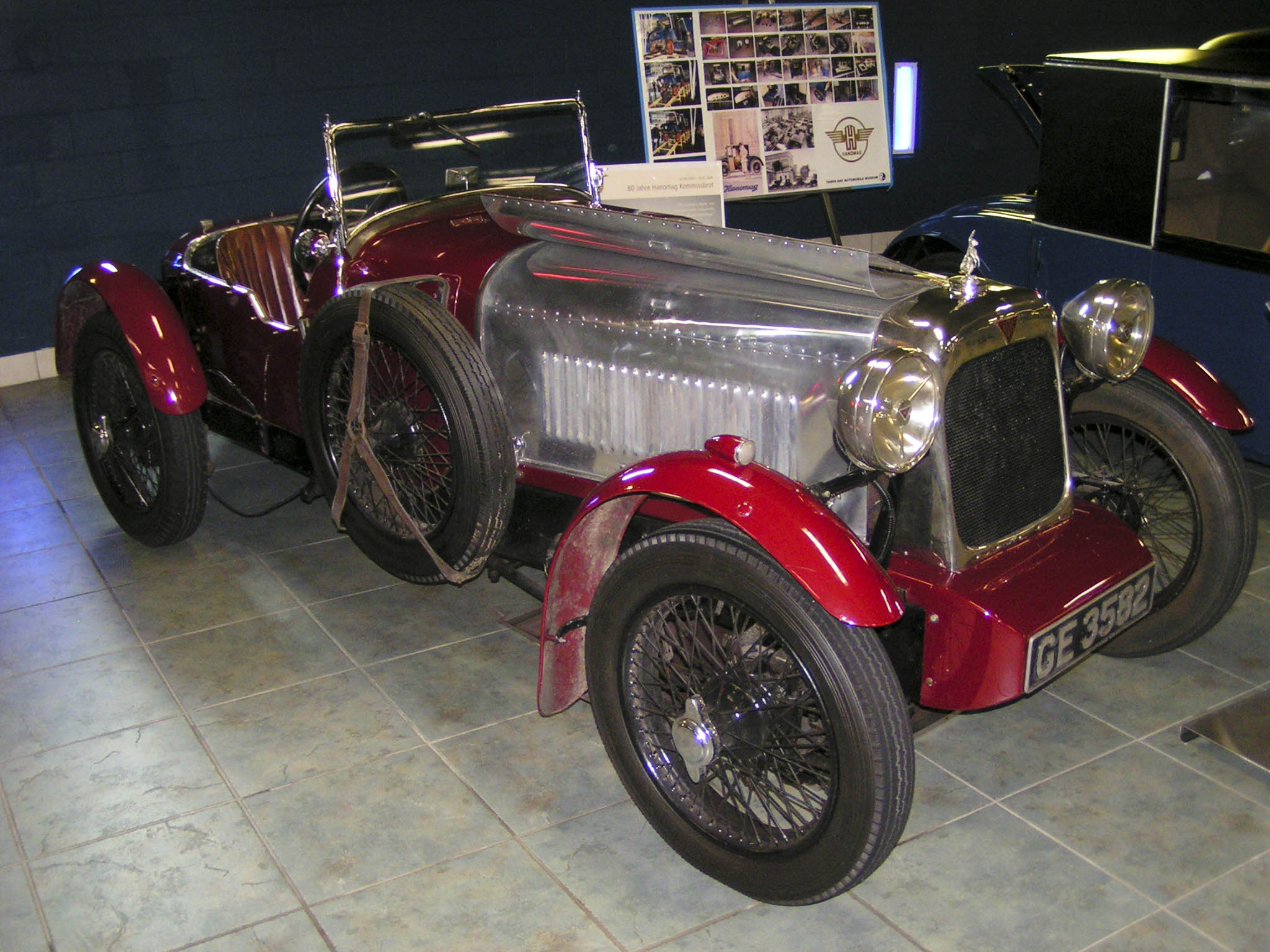
Alvis FD 12/75HP Roadster

Щоб прорекламувати машину, фірма виставляє два компресорних автомобіля, які мають індекс FC, на Ле-Ман, від серійної версії ця машина відрізняється знімною головкою мотора. За кермом машини під номером 27 сидить Харві, напарником у нього — Парді, і за 30-м номером ховаються Девіс і Дайкс, після 24-х годин перший екіпаж приходить 6-м в загальному заліку, майор пропускає вперед тільки Вульфа Барнато на «Бентлі», Едуарда Бріссона на «Штутц», Генрі Штофеля і екіпаж князів Кантакузенів (між іншим, вихідці сучасної Молдови), обидва виступали на Крайслер 72, і ще одного «Бентлі Бойз» — Біркіна, всі автомобілі, які прийшли в п'ятірці, мали мотори більше 4-х літрів. Так що Харві займає перше місце у своєму класі (1.5 л автомобілів). Семмі Девіс приходить другим в своєму класі, посівши в загальній сходинці 9-е місце, пропустивши вперед тільки Мішеля Доре, який виступав на 1.1 л машині практично невідомої марки Bollack Netter et Compagnie (BNC), і Робера Бенуа, що виступав на 2-літровій «Італа». До речі, цікавий факт, що в Ле-Мані 1928 року третє місце в класі 1500 кубів зайняла також передньопривідна машина, а за кермом Tracta сидів ще один Бенуа — Марсель.
Тим часом у рідних пенатах теж вдалося вписати себе в зал спортивної слави, на Турист Трофі гонщик Леон Кушман приходить другий, з відривом всього в 14 секунд від Кей Дона, який виступав на Lea-Francis, причому, в переможцях виявилися дві півторалітрові машини, обійшовши гігантські Bentley і Austro-Daimler, а також не менш знамениті Bugatti T43, а фінішувало взагалі тільки 12 екіпажів (стартували 57). 
Так як фірма зробила ставку на передній привід, то 4-циліндрові автомобілі TG і TH знімаються в кінці 1928 року з виробництва, а SD продовжують виготовляти. Шестициліндрова машина отримує ще один мотор збільшеного до 2.15 л об'єму і разом з ним новий індекс — 16/95НР SA, тепер 72-сильна машина стає і швидкохідною — вона може розвивати до 130 км/год. У березні 1929 року 6-циліндровий модельний ряд перейменовують в Silver Eagle, при цьому припиняється виробництво 1.9 л версії, зате в цьому сезоні з'являється модель FWD 8/15, це був передньопривідний автомобіль з 8-циліндровим 1.5 л мотором, який мав два верхніх розподільчих вала і оснащений компресором, при півтора літрах мотор розвивав 125 к/с. Три такі машини були на Tourist Trophy в 1930 році, і всі три машини приходять першими у своєму класі.

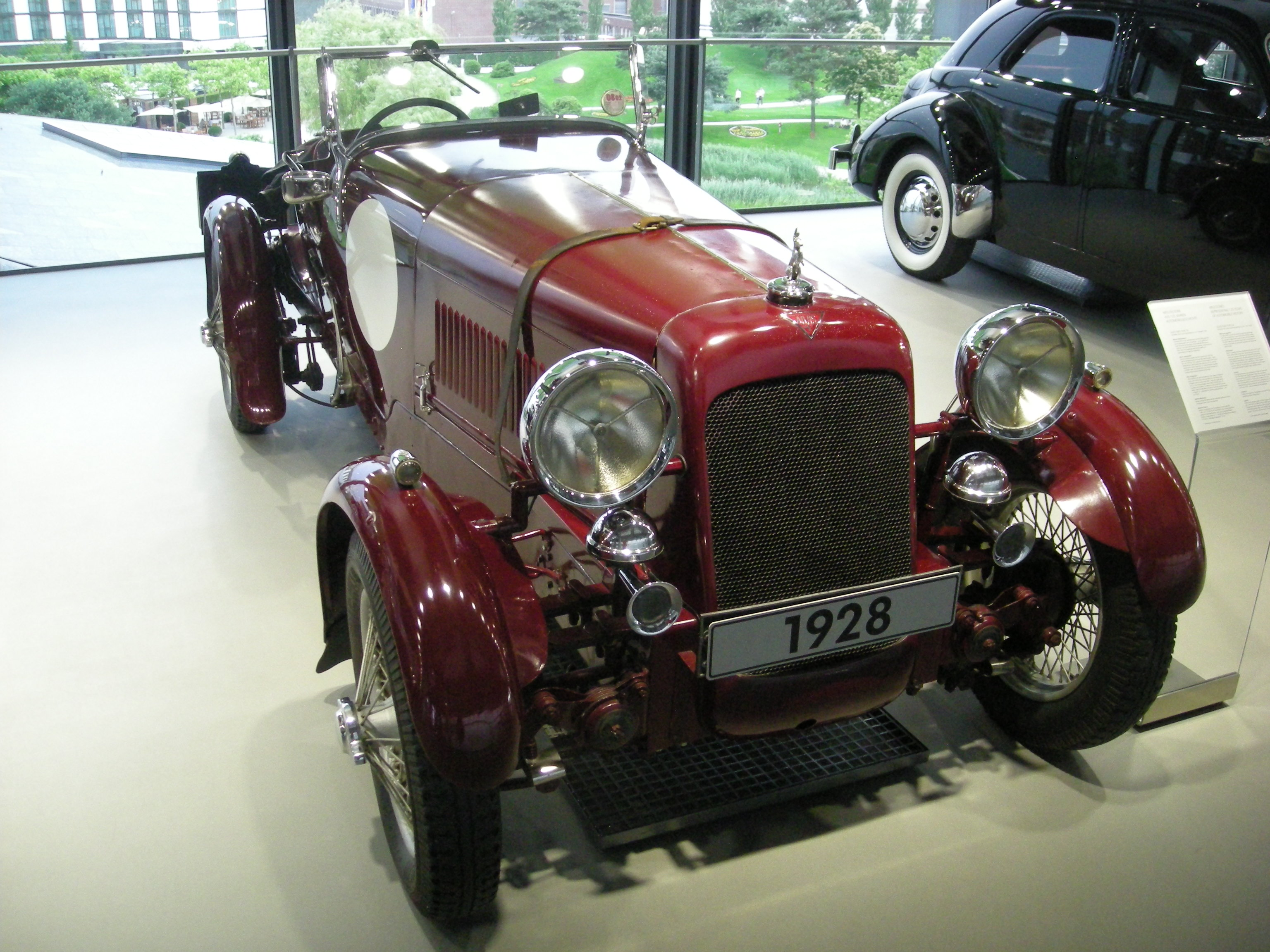
Alvis FWD 8/15

А першими прийшли італійці на Alfa Romeo 6C 1750GS — Таціо Нуволарі, Джузеппе Кампарі та Ахілл Варці, слідом за Варці, через 33 секунди, фінішував Кирил Пол на Alvis, після якого приїхав Гуннар Попп на Austin Seven, і ось вже після Поппа приїхали Парді та Кушман. Але як не сумно, але перемоги на трасах не сприяли продажам передньопривідних машин, 8-циліндрових випустили всього близько дюжини, решта 140 машин припали на 4-циліндрову версію, яку зняли з виробництва в 1931 році. Провал цієї машини полягав не стільки у високій ціні або якійсь там надійності вузлів, а в звичках клієнтів, передній привід був в новинку і вимагав інших навичок водіння, тому знайшлося не так вже й багато забезпечених шибайголів, які пересіли б на передньопривідне авто .
Тим часом у 1930 році повертають у серію 1.6 л версію 12/50НР, яка отримує індекс TJ. Silver Eagle SA так і випускається в 2.15 л версії, але незабаром з'являється 2-літрова версія Silver Eagle SD. Через рік TJ 12/50НР отримує два карбюратора, що дозволяє підняти потужність з 50 к/с до 52-х коней, разом з цим змінюється й індекс на TK 12/60HP. 

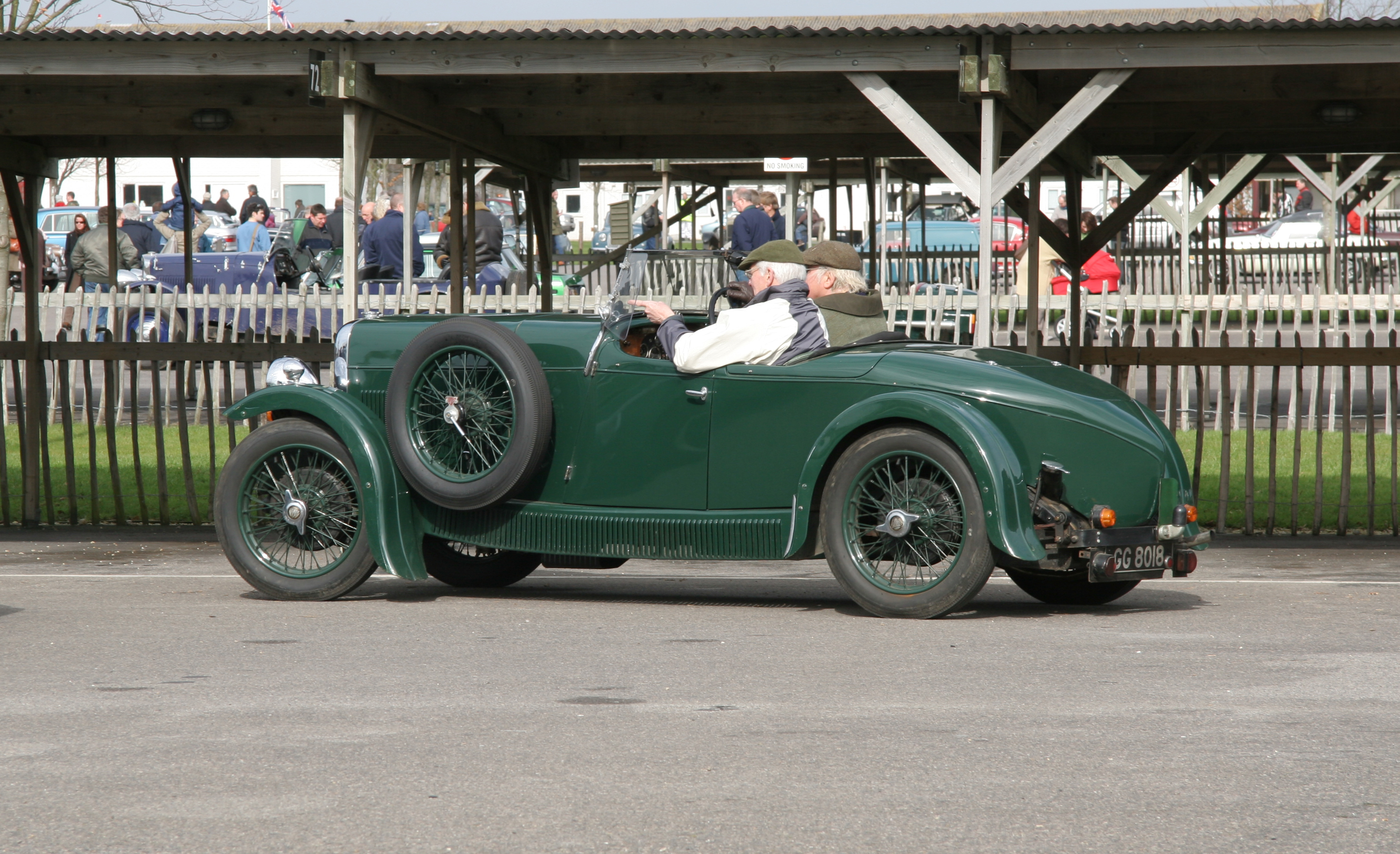
Alvis TK 12/60HP Roadster

Silver Eagle з 2.15 л мотором отримує довше й широке шасі, у зв'язку з чим отримує новий індекс — TB 16/95HP, також з'являється ще довша версія з 2.5 л мотором потужністю 75 к/с — Silver Eagle TC 20HP, проте незабаром шасі різної довжини можна вже було замовити під різні мотори, таким чином, існують і TC 16/95HP, і ТB 20НР.

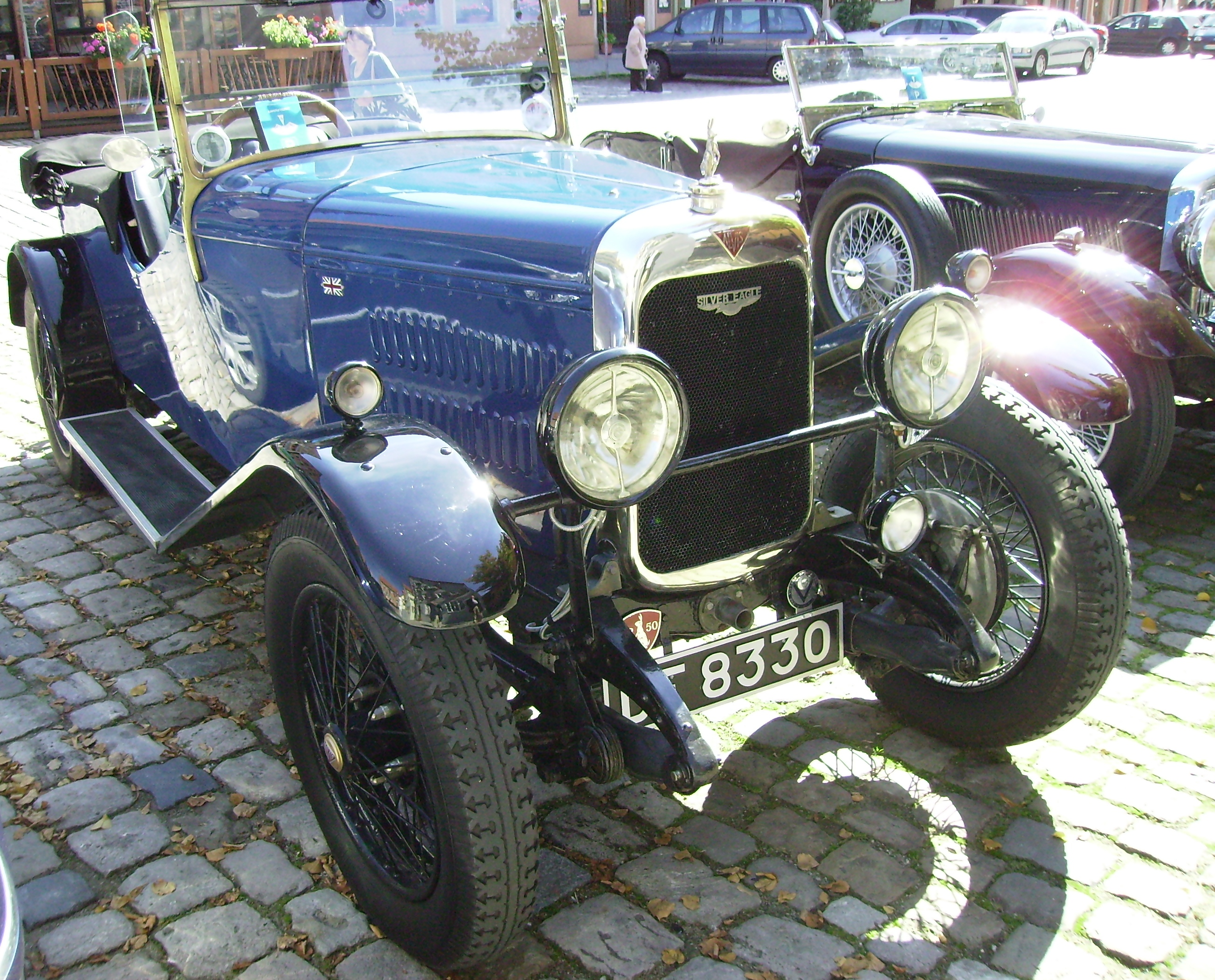
Alvis Silver Eagle TB 16/95 Tourer

У 1932 році з'являється ще одна версія у 12/60НР — TL, це була версія зі спортивним ухилом зовні, її можна було замовити або з 2-місними кузовами Sports Tourer або Sports Saloon, але незабаром обидві моделі пропали з каталогів зовсім, тому що їм прийшла заміна в особі моделі Firefly SA 11.9НР.

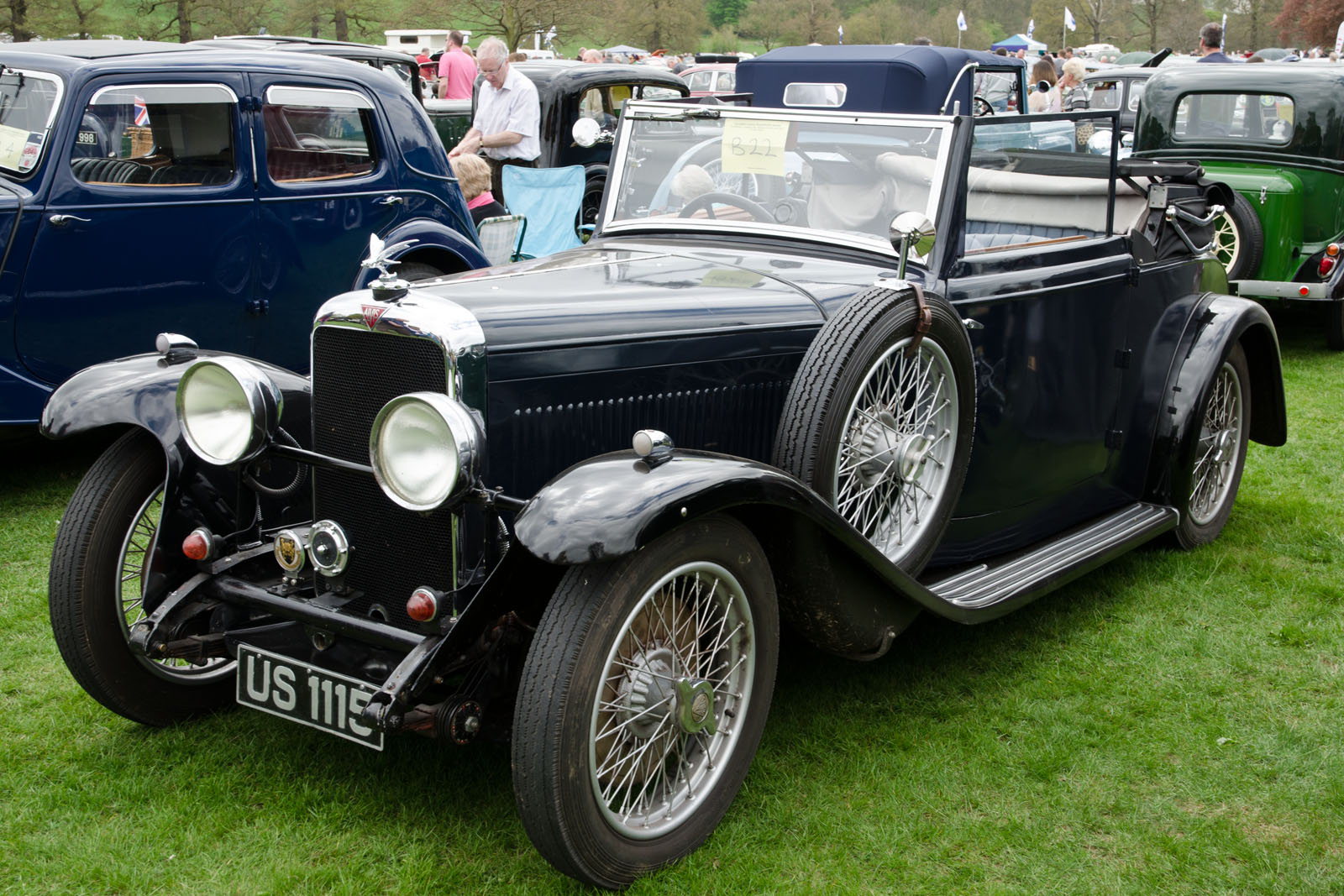
Alvis Firefly SA 11.9НР Drophead Coupe

Це була 1.5 л машина з тим же 50-сильним мотором і новим шасі. Окрім неї на цьому ж шасі, яке, до речі, було запущено у виробництво за 14 тижнів (термін від ідеї до запуску у виробництво) з використанням 2.5 л 6-циліндрового мотора, з'являється модель Speed SA 20HP, на мотор встановили 3 карбюратора SU, що збільшило потужність до 87 к/с, що дозволило машині розвивати 145 км/год.

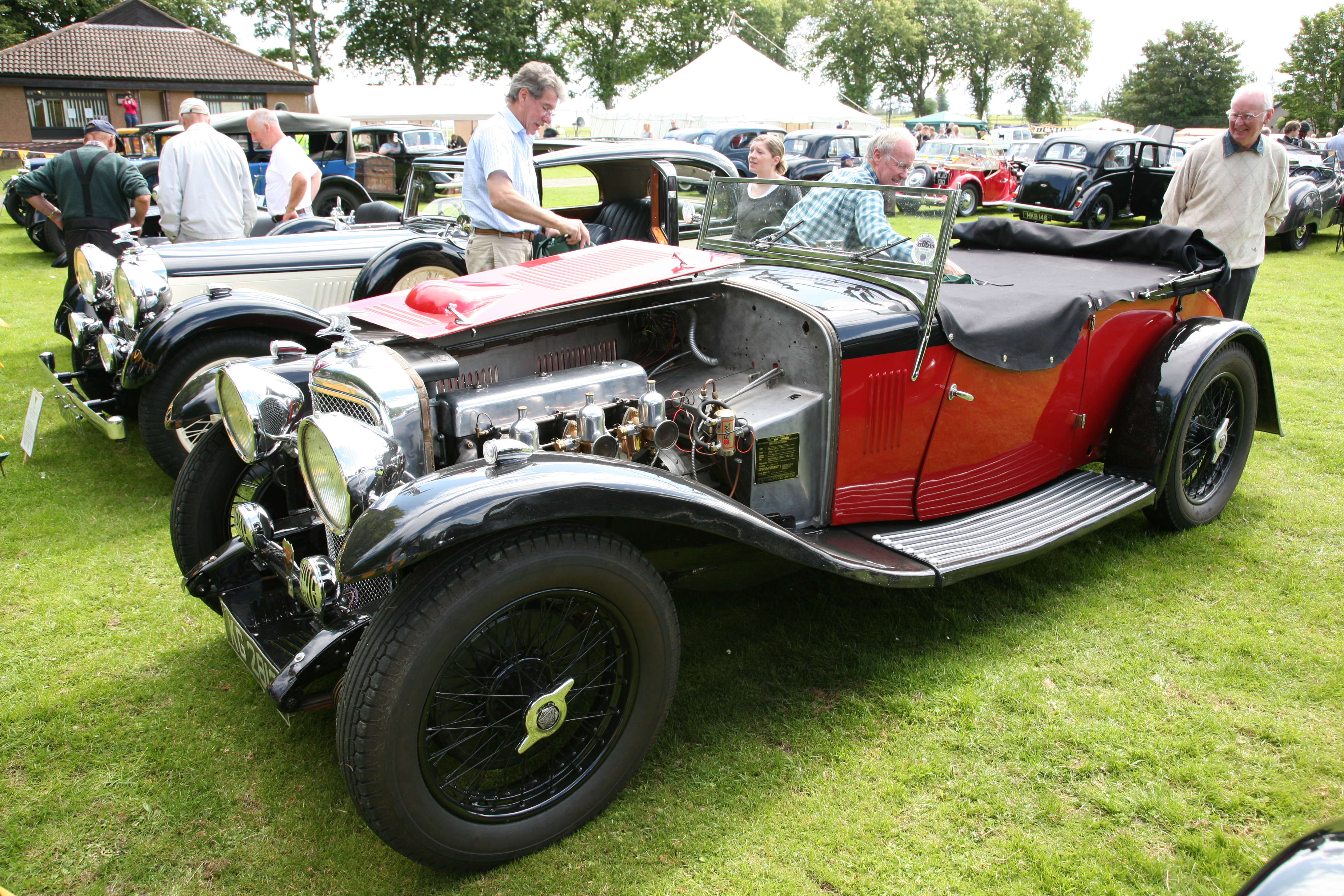
Alvis Speed SA 20HP Drophead Coupe

У вересні 1933 року Speed Twenty (як її ще називали) отримує нові шасі з незалежною передньою підвіскою і повністю синхронізованою чотирьохступінчастою коробкою передач (вперше в світі), вчергове доводячи, що є піонером серед британських виробників. Машина отримує приставку SB. Крім цього, на основі оновленої машини з'являється ще одна модель, яка повинна стати топовою у виробничій програмі фірми — Crested Eagle. Ця машина, що випускалася тільки як седани і лімузини, мала шасі з незалежною підвіскою від Speed SB 20HP, з тією лише різницею, що воно не було посаджено низько, як на донорі. Як мотор на базовій моделі Crested Eagle TE 16/95HP був 2.15 л мотор потужністю в 87 к/с, але була ще одна версія із збільшеною на 18 см базою і 2.7 л мотором — Crested Eagle TD 20HP.

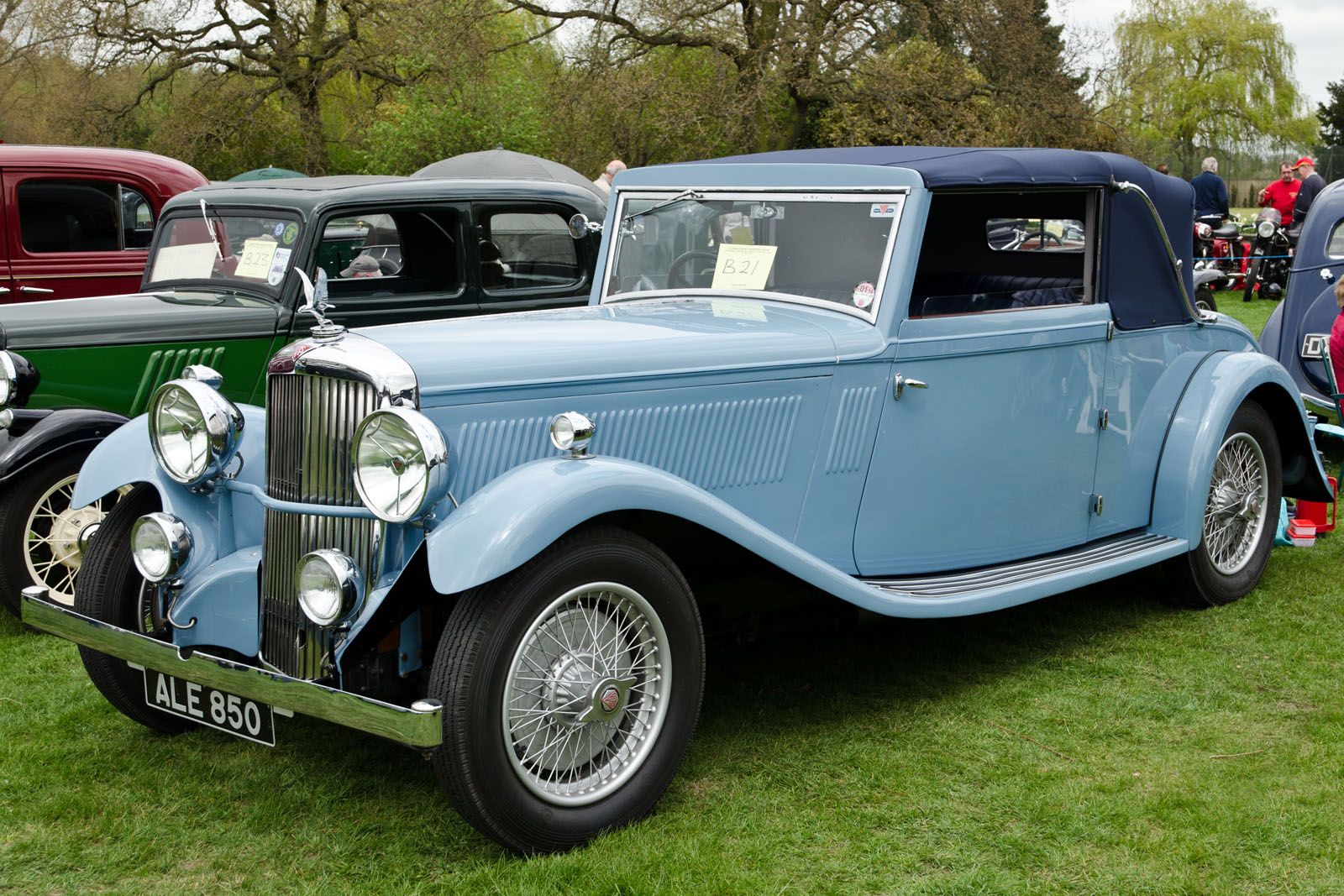
Alvis Crested Eagle TE 16/95HP Drophead Coupe

Найприкріше, що фірма перестала вести спортивне життя, зробивши тепер упор на престижність, а ще зовсім недавно автомобілі цієї фірми називали «Бентлі для бідних», правда до цього часу вже і «Бентлі» не грав першу скрипку в спортивному світі, новий час породив нових героїв.
У 1934 році «Світлячка» (Firefly) змінить нова модель — Firebird SA 14HP, по суті, це та ж машина, тільки з 55-сильним новим мотором об'ємом в 1.8 л і повністю синхронізованою коробкою від старших моделей, дизайн кузовів теж став трохи відрізнятися від попередника.

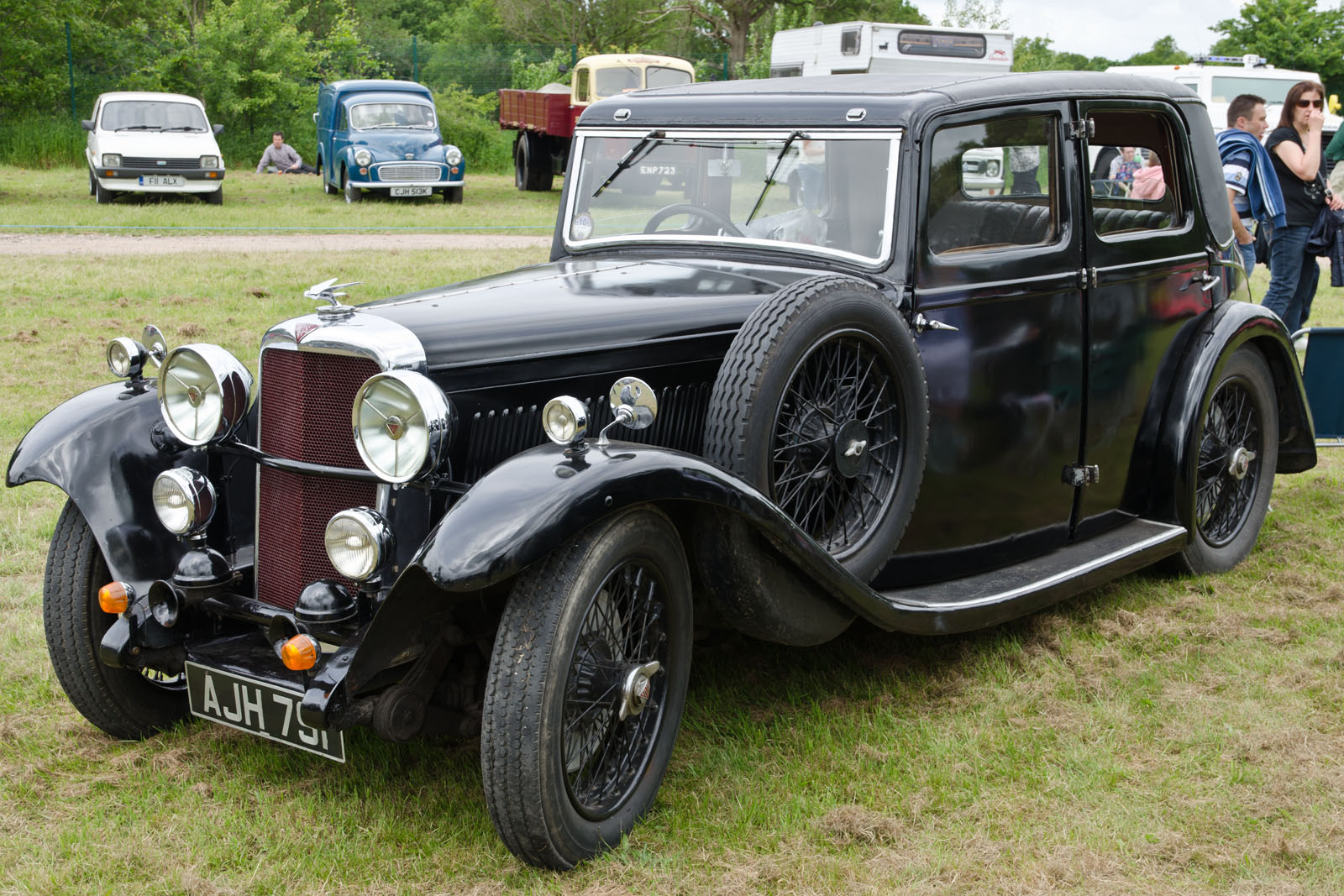
Alvis Firebird SA 14HP Saloon

Серія Silver Eagle отримує нову модель SF, яка будується на шасі Firebird, з тією лише різницею, що під капотом має не чотири циліндри, а шість, об'ємом 2.15 л, а більш велика Crested Eagle цього року випускається тільки у версії TD 20НР.
Тим часом, у 1935 році, фірма починає випуск авіаційних двигунів за ліцензією французької Gnome-Rhone, це були величезні 14-циліндрові радіальні двигуни. Але повернемося до машин. Наприкінці 1934 року на автошоу показали Speed SC 20HP з 2.8 л мотором, потужність якого залишилася на колишньому рівні (87 к/с), крім неї в новинках цього року ходить Silver Eagle SG, який змінив колишню модель, отримавши новий 2.4 л мотор. Але в той же час з'являється і сама топова машина на той момент — SA 3 ½ Litre 25HP, цей автомобіль розвивав 102 к/с і міг розігнатися до 145 км/год, для нього не було підготовлено лінійки кузовів, і 61 автомобіль, який був виготовлений, не має близнюка.

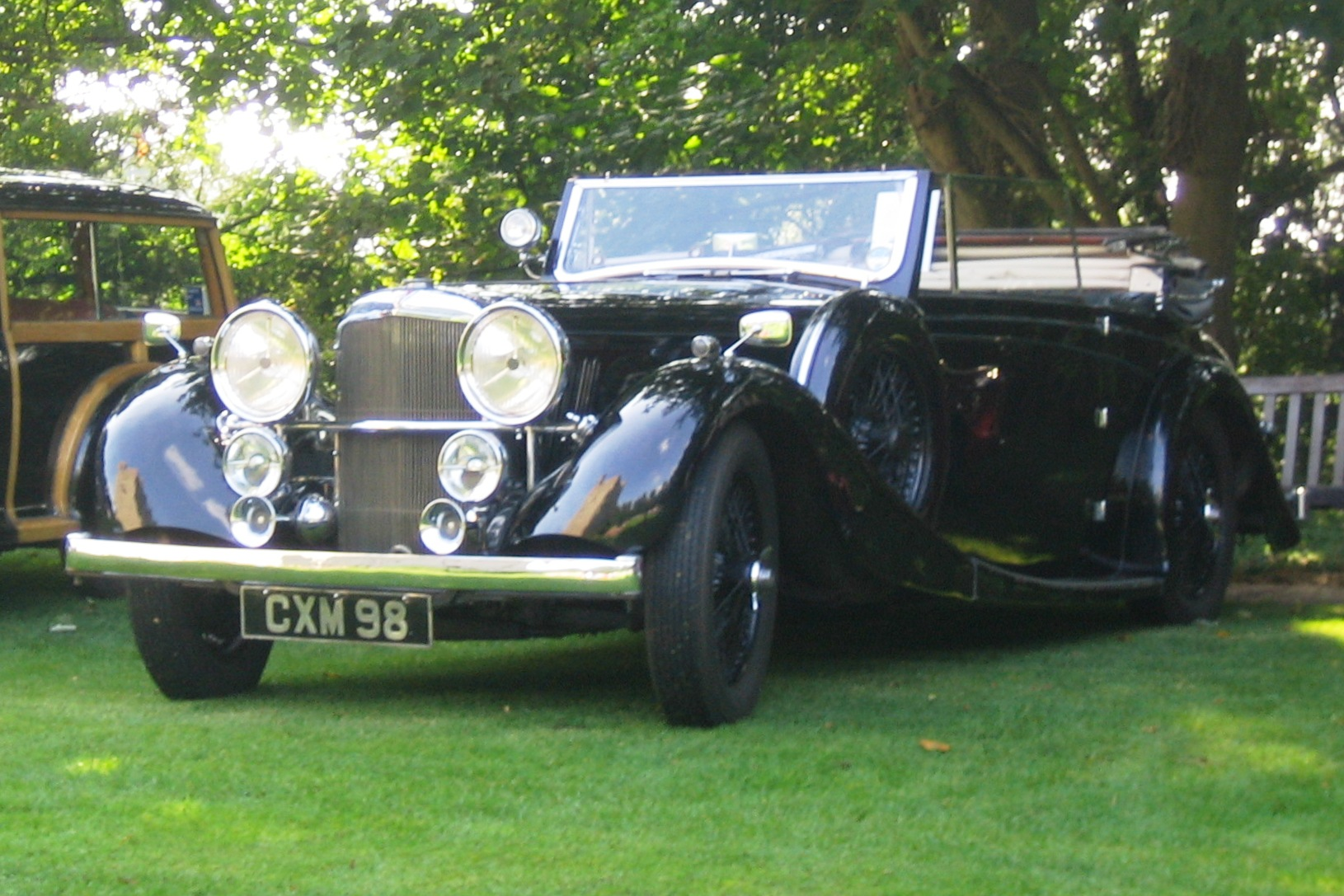
Alvis SA 3½ Litre 25HP Drophead Coupe

У 1936 році фірма перейменовується в Alvis Ltd, а в липні того ж року, продовжуючи диверсифікацію, зливається з фірмою румуна за походженням, Ніколаса Штраусслера — Straussler Mechanisation Ltd і відкриває підрозділ, який займається військовою технікою, очолює його Штраусслер — Alvis-Straussler Mechanisation, незабаром починається випуск броньованих автомобілів Alvis Straussler AC2, ці машини випускалися і в Румунії, так що під час війни противники мали однакову техніку.
У цьому сезоні модель Firebird йде на спочинок; Silver Eagle також знімають з виробництва, компанію їй складає і SA 3 ½ Litre; Crested Eagle з кінця 1935 року знову випускається у версії TE, тобто з 2.1 л мотором; Speed Twenty отримує ширший кузов і новий бензобак, а також новий індекс — SD. Але модельний ряд не порідшав, бо з'являється ціла купа новинок. 
У їх числі Silver Crest TF 17НР, який змінив Silver Eagle SG, нове шасі збільшено в базі, мотор колишнього об'єму (2.4 л) форсований з 66 до 68-ми сил, трансмісія була повністю синхронізованою, але спроєктованою заново і компактнішою. Передня підвіска стала незалежною, на відміну від Silver Eagle, цей автомобіль був спроєктований Джорджем Ланчестером, одним з трьох братів, що створили автомобільну фірму Lanchester. 
Модель Speed SD 20 випускалася не довго, тому що замість неї вирішили виробляти модель Speed SB 25, яка оснащується 3.6 л мотором від 3 ½ Litre, форсованим до 106 к/с. Кузовів пропонувалося три варіанти: седан і кабріолет від Charlesworth і фаетон від старого партнера — Cross & Ellis. Але й це не все, на шасі моделі SA 3 ½ Litre з'являється новий флагман — SB 4.3 Litre 32НР, 3.6 л мотор був розточений і з нього зняли 137 к/с, це був шикарний і дорогий автомобіль, який міг розвивати швидкість в 168 км/год, роблячи його рекордсменом у своєму класі, при цьому, до ста йшло 11.3 секунди. У шасі 4.3 Litre були вбудовані гідравлічні домкрати для зміни колеса, а тросові гальма отримали вакуумний підсилювач системи Девандре.

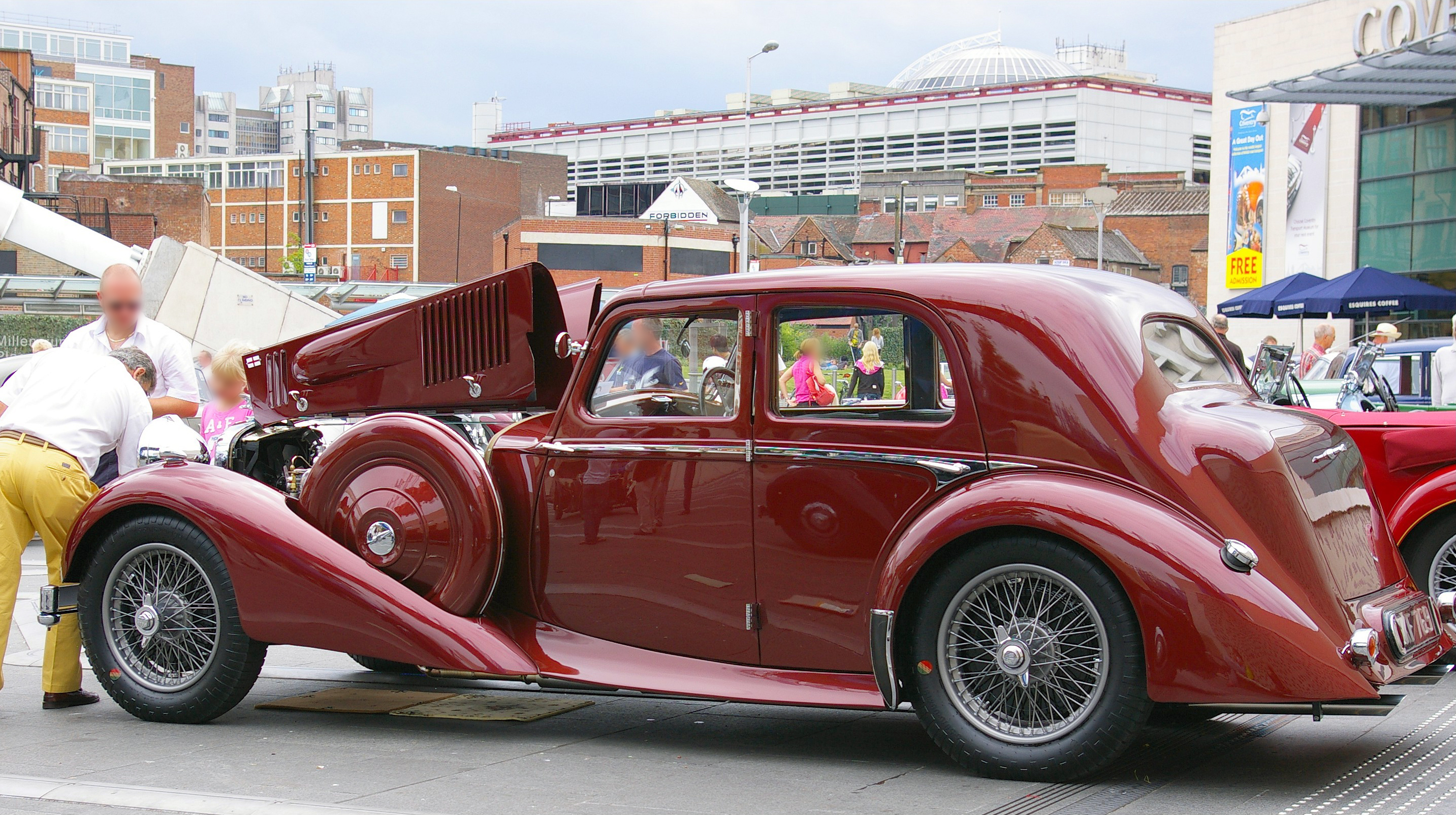
Alvis Speed SB 25HP Saloon

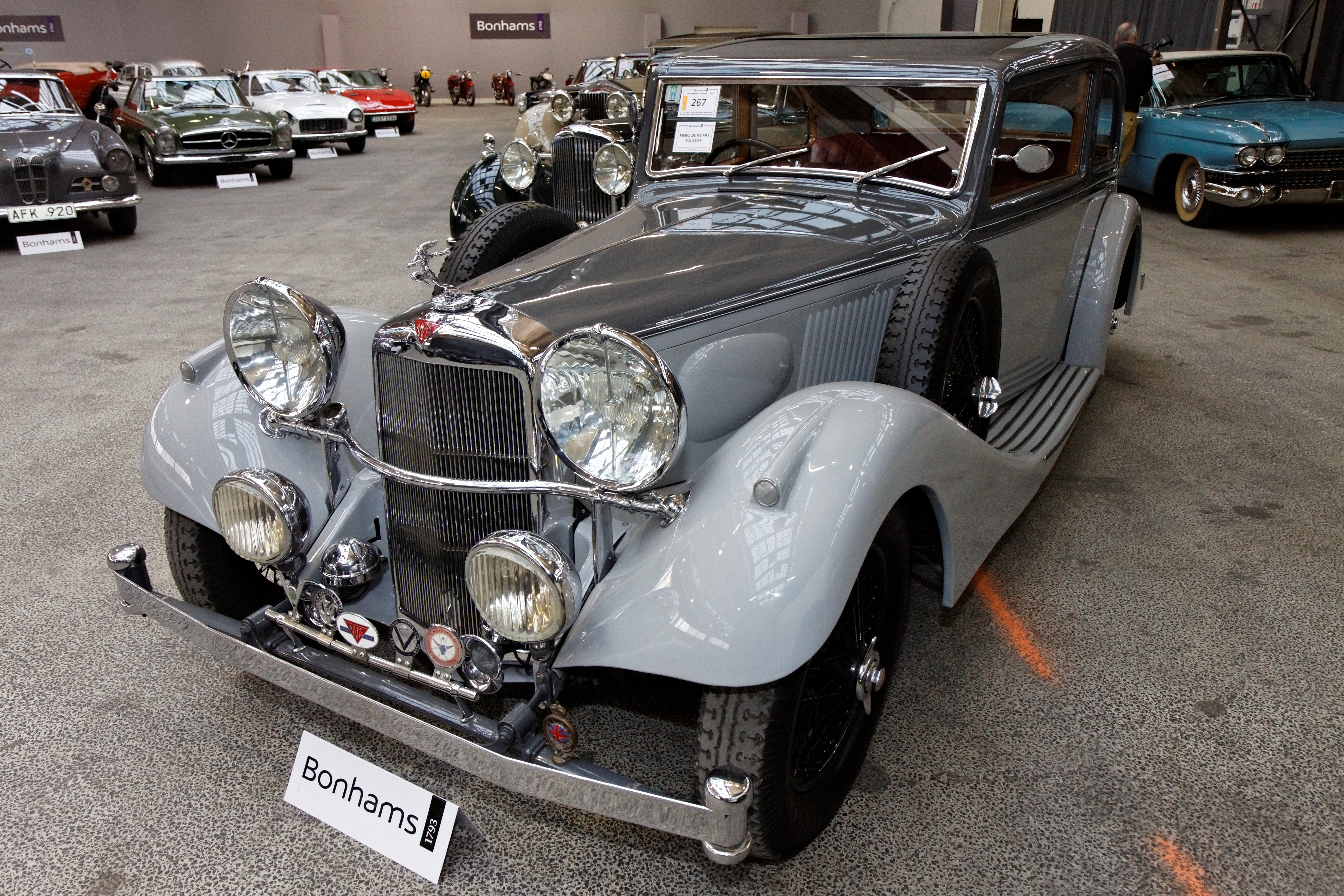
Alvis SB 4.3 Litre 32HP Sports Saloon by Charlesworth

Через рік дебютує ще один автомобіль, спроєктований Ланчестером — 12/70НР, машина конструктивно аналогічна Silver Crest, з поправкою на менший мотор об'ємом 1.8 л і потужністю 62 к/с, який мав всього чотири циліндри.

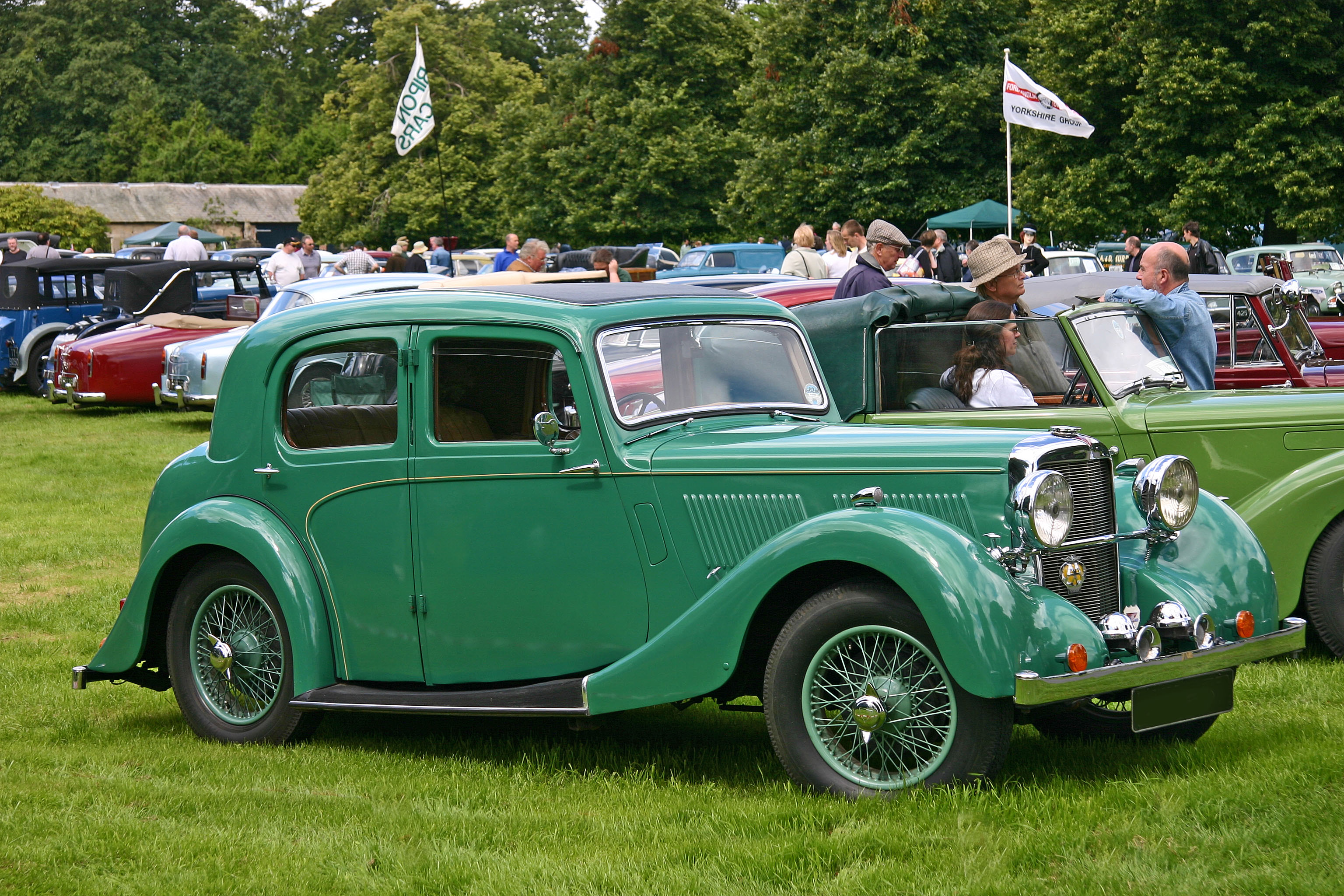
Alvis 12/70НР Saloon by Holbrook

Також до Silver Crest TF додається версія TH 20НР з 2.8 л 95-сильним мотором. Серія Crested Eagle втрачає варіант TE з 2.15 л мотором, але зате в каталоги додають цілу купу варіантів: 2.8 л 77 к/с з короткою базою TJ, і з довгою ТК, а також 3.6 л 106-сильну версію, також в двох базах — TA і TB. Топова ж модель отримує для різноманітності укорочені шасі SA, які пропонувалися тільки з кузовом Sports Tourer, і за 3 роки таку версію замовило всього 13 чоловік.

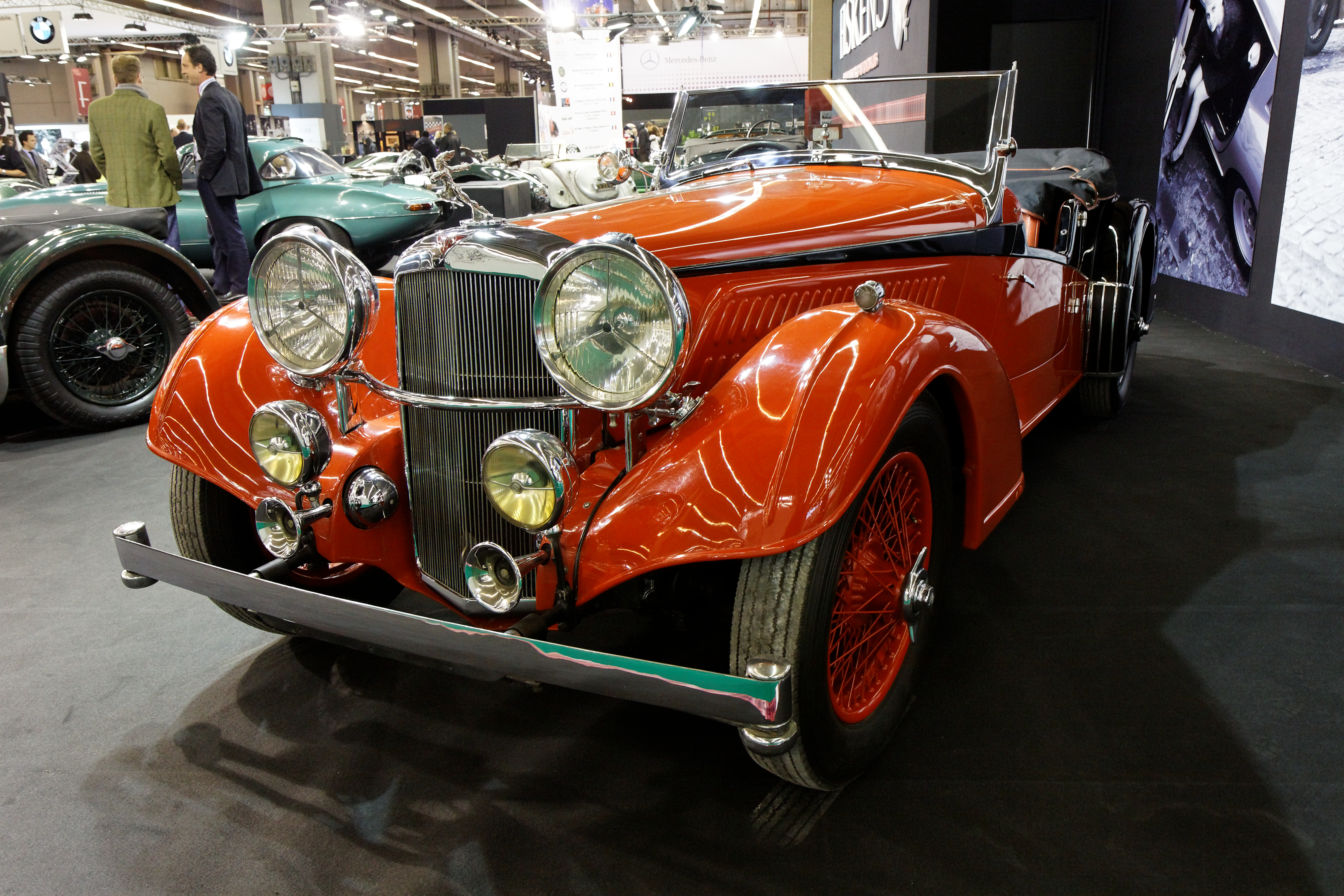
Alvis SA 4.3 Litre 32HP Sports Tourer by Vanden Plas

У 1938 році змін у виробничій програмі не було, але військовий підрозділ фірми було перейменовано в Alvis Mechanisation, бо Штраусслер покинув компанію. В цей час у фірми була відсутня заводська команда, але це не означало того, що приватники не могли захищати честь марки самостійно. Майкл Мей купив собі 12/70НР з низьким спортивним кузовом Special, який дозволяв машині розвивати швидкість в 182 км/год. На такій машині Мей виграє Гран-прі 1938 року, який проходив в Дубліні, і це стало єдиним Гран-прі, на якому гонщик виступав на марці Alvis та піднімався на п'єдестал пошани. 

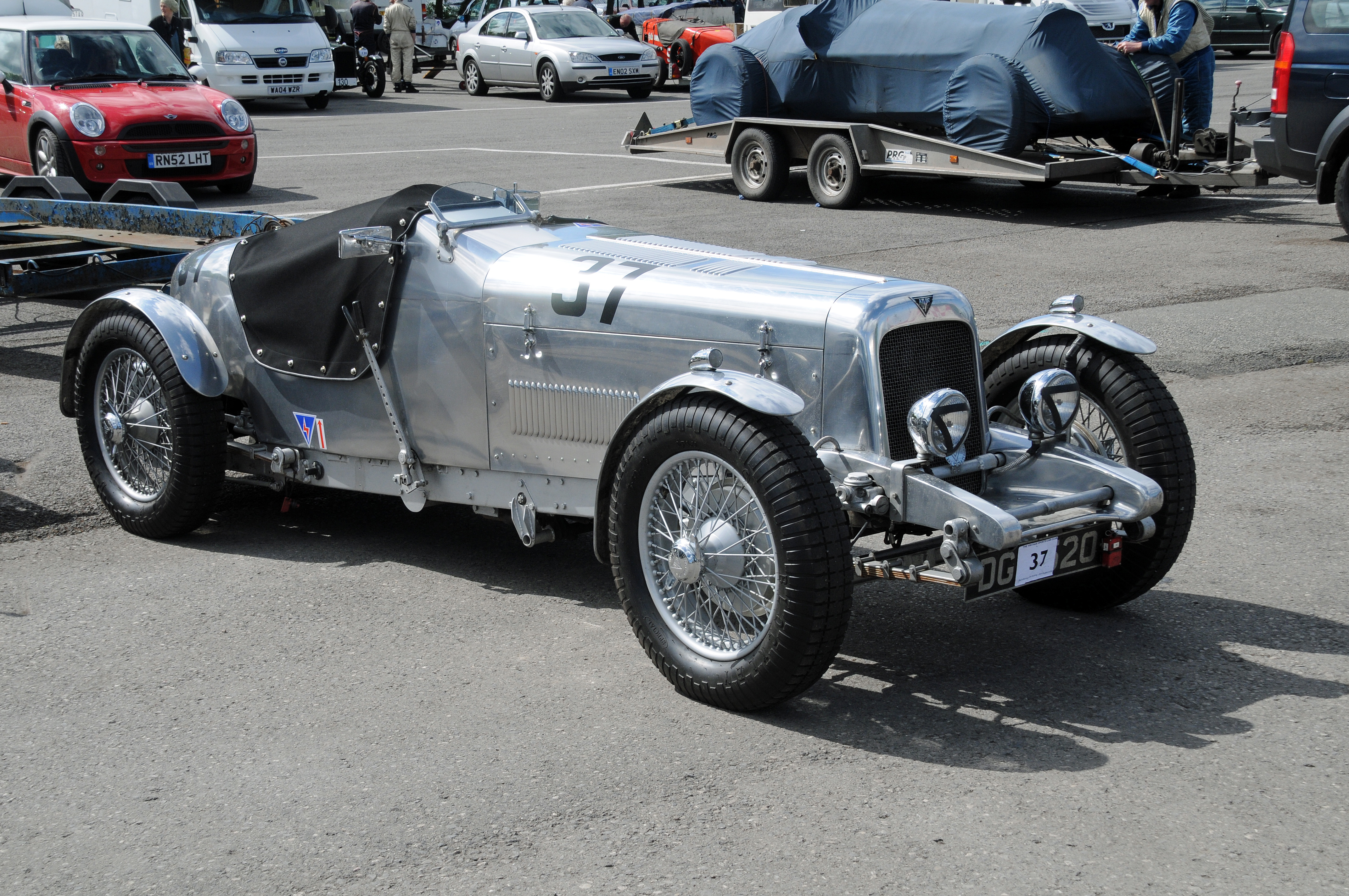
Alvis 12/70HP Special

Іншим спортсменом, який виступав на Alvis, був Данхам, сім'я якого була дилером марки з початку 20-х (звідси і відданість марці), в 1939 році він на 12/70НР виграє перегони в Брукландс.
Стосовно серійних машин, то в 1939 році з'являється Speed SC 25HP, технічно машина практично не змінилася, хіба що тільки вихлопна система виходила з двох сторін, і загалом з'явилося шість банок глушника. Гальма машини теж були переглянуті, тепер вони отримали вакуумний підсилювач Девандре, запозичений з 4.3 л моделі. Кузови тепер стала поставляти фірма Mulliner, бо Cross & Ellis припинила свою діяльність. У вересні 1939 року фірма припиняє виробництво автомобілів, бо піднатиснули на виробництво авіаційних моторів, але на початку 40-х виробництво автомобілів відновлюється, єдине, що серію Silver Crest було вирішено не виробляти більше, однак у листопаді 1940 року виробництво автомобілів остаточно припинилося, тому що в нальоті Люфтваффе автомобільний завод компанії Alvis, так само, як і багато інших підприємств в Ковентрі, було знищено. Весь архів креслень та інша документація була знищена, проте авіамоторний завод фірми уцілів, і саме він допоміг фірмі утриматися на плаву. 1944 року засновник фірми виходить на пенсію, і через два роки йде на той світ. Після його відставки на його місце стає Дж. Дж. Паркес, батько Майка Паркеса, який відомий тим, що був гонщиком Формули-1, а потім працював в Ferrari, створивши 330 GTC, а також він брав участь у проєктуванні легендарної Lancia Stratos.
Але після нальоту ворожої авіації на Alvis не опустили руки, а стали просити у своїх клієнтів деталі від машин, і по них же відновлювати свій креслярський архів. Цей крок дозволив в 1946 році представити новий автомобіль TA 14HP, який побудований на переробленому шасі передвоєнного 12/70HP. Раму подовжили і розширили, передню підвіску зробили залежною з балкою. Мотор розточили до 1.9 л, спицьовані колеса замінили на штамповані, але найбільшою проблемою було знайти постачальника кузовів. Седани погодився будувати Mulliners, а кабріолети — Tickford і Carbodies, а через рік кузова починає поставляти і фірма Duncan Industries.

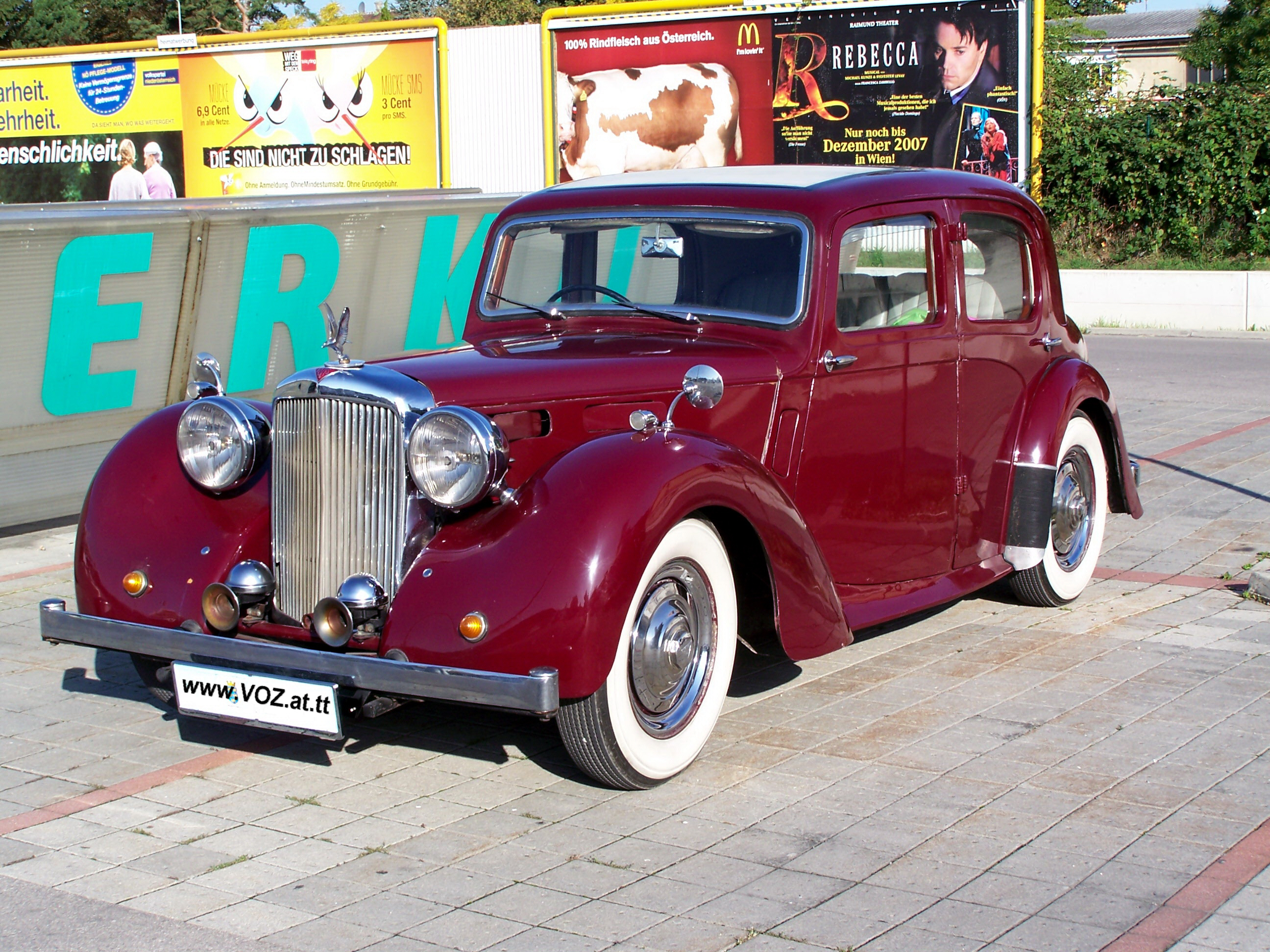
Alvis TA 14HP Saloon by Mulliners

Деякі шасі, що поставляються в континентальну Європу, одягаються в Бельгії кузовщиком Bidée. Він будує химерні кабріолети, які в 1948 році дають поштовх до народження нової моделі, яку називали TB 14HP, це був спортивний автомобіль, дизайн якого був зроблений в стилі бельгійського постачальника, а поставляла їх фірма з Ковентрі — AP Metalcraft. До речі, мотор родстера отримав надбавку в 3 к/с, і тепер видавав 68 к/с.

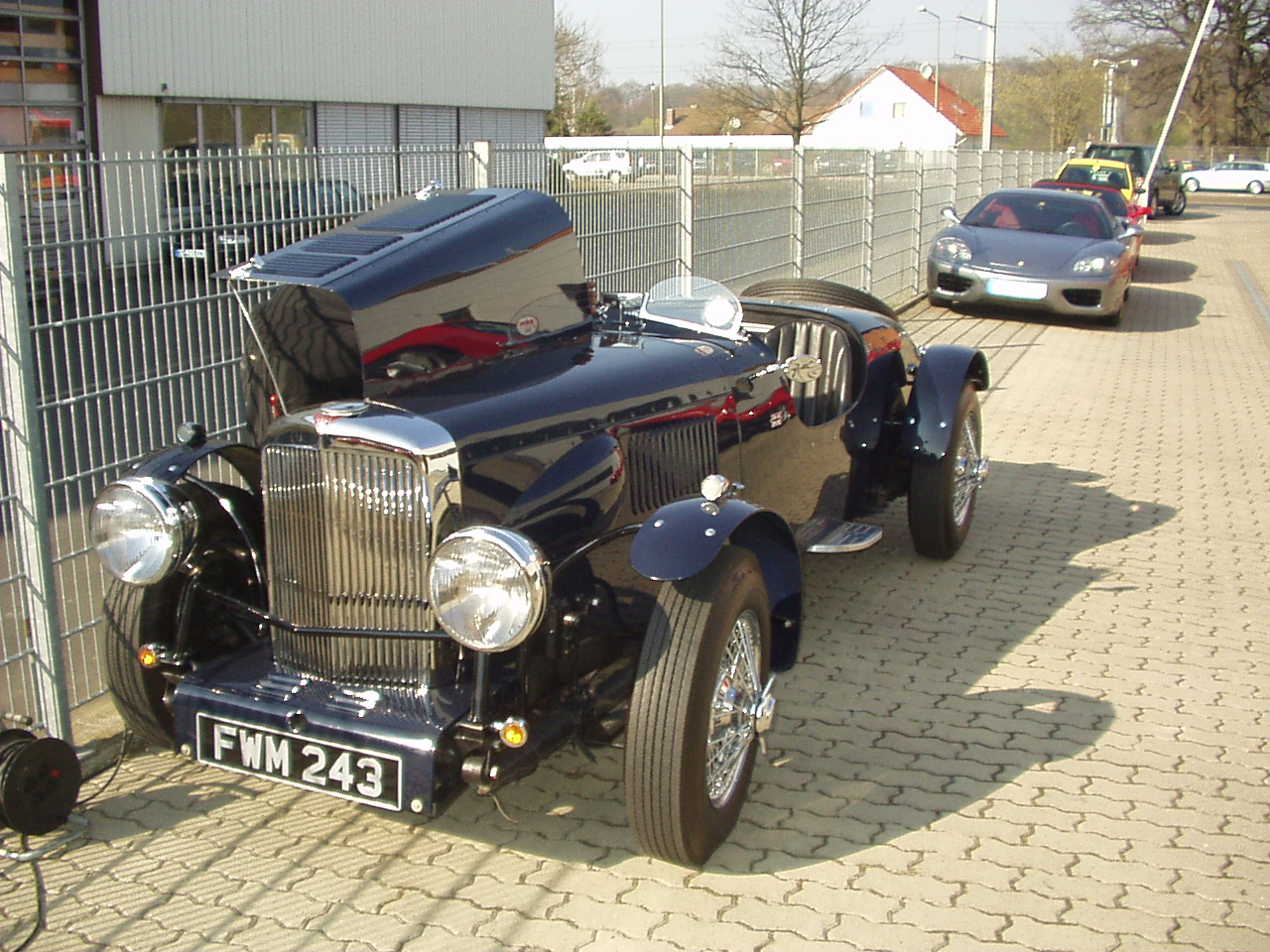
Alvis TA 14HP Roadster

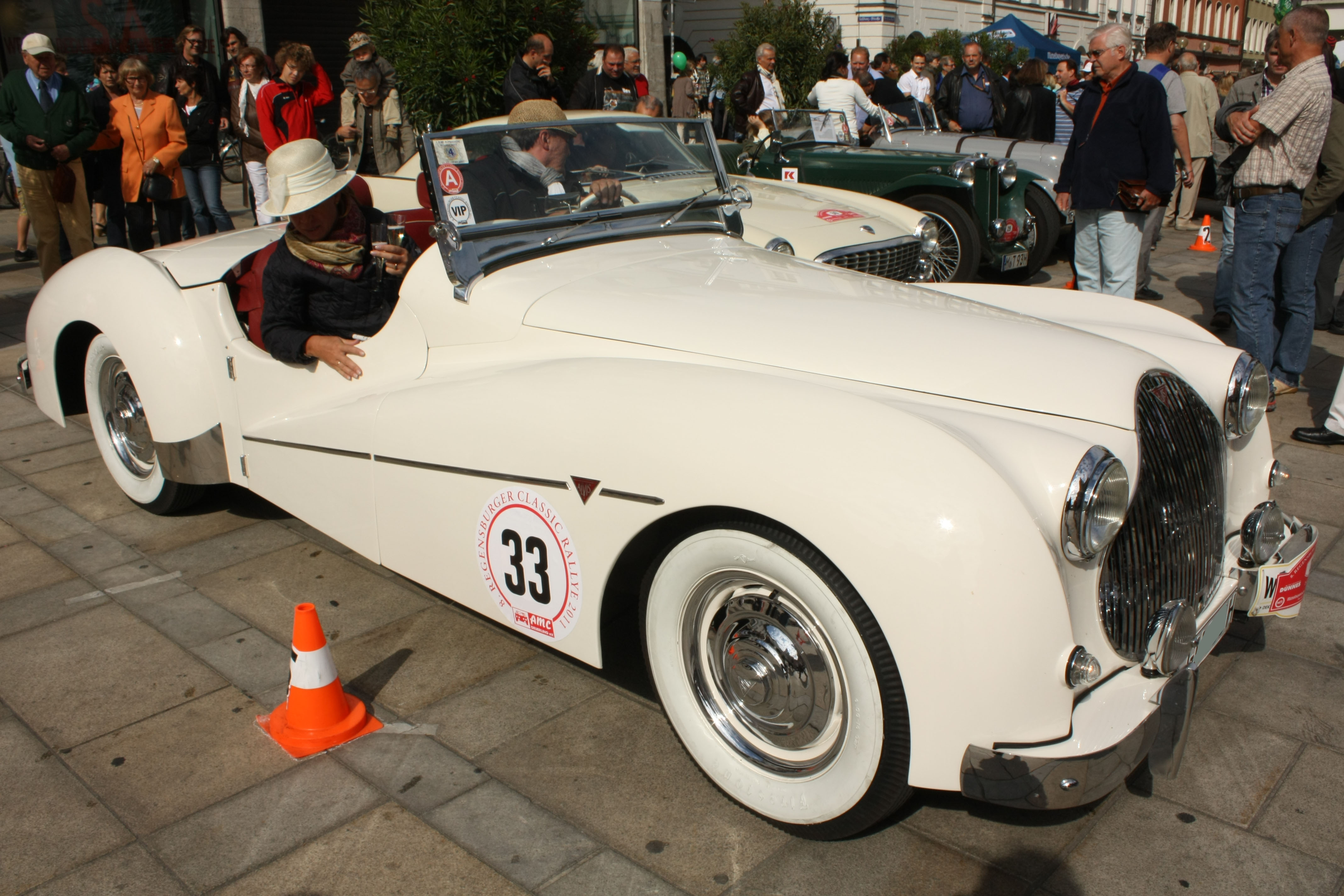
Alvis TB 14HP Sports Tourer

Крім цих версій, модель ТА 14HP можна замовити і у версії універсал Shooting Brake, кузов якої наполовину виготовлений з дерева, тобто типовий Woodie, до речі, поставляється фірмою Jensen.
У 1949 році бельгійці Луї Ежжен і Егон Крафт виставляють свій екіпаж на 24-годинні гонки Ле-Мана, але сходять з траси вже на шостому колі. 1950 року Сміт-Кларк подає у відставку і виходить на пенсію, Данн займає його місце, і в жовтні з'являються нові моделі ТА/ТВ 21, які змінюють 14-ту серію. Нова машина оснащена 3-літровим 6-циліндровим мотором потужністю 86 к/с (а у версії ТВ — 90 к/с), передня підвіска знову стала незалежною. Обводи солідних кузовів седан і кабріолет отримали більш м'які риси, а спортивний родстер, який отримав класичніше оформлення передньої частини кузова, тепер міг розвивати 150 км/год. 

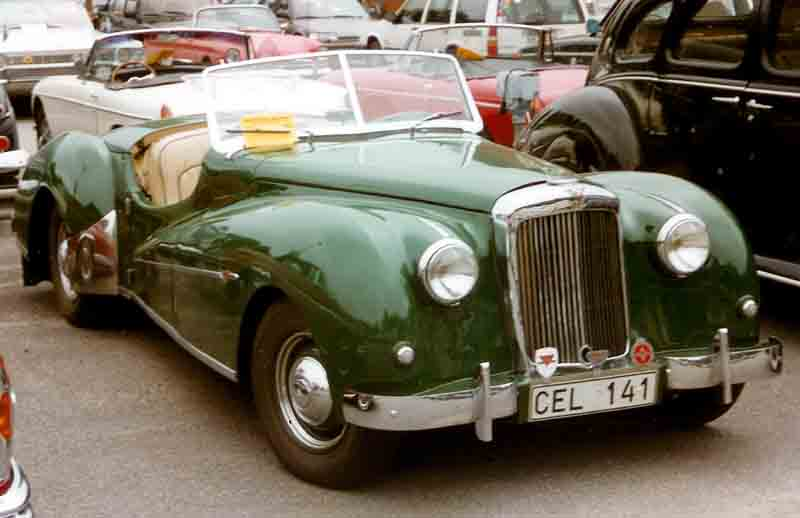
Alvis ТB 21 Sports Tourer

У 1951 році 3-літровий мотор став поставлятися Дональду Хілі, який став його встановлювати на свій Healey G-Type Roadster, до 1953 року було поставлено всього 25 двигунів, відповідно, стільки ж автомобілів було побудовано.
У 1952 році потужність родстера була піднята до 93 к/с, також в цьому році у фірму приходить працювати Алек Іссігоніс, якому доручається розробка нового двигуна формули V8 і об'ємом 3.5 л, для нового седана з понтонним кузовом TA 175/350, тоді ж Іссігоніс експериментує з незалежною підвіскою на гумових пружних елементах. 
У 1953 році моделі ТА 21 і ТВ 21 знімають з виробництва, родстер проданий всього в 31-му екземплярі, в той час як серія ТА розійшлася накладом у більш ніж 1300 шт. Її змінює модель ТС 21, яка отримала хромовану окантовку вікон дверей, кузова, як і колись, поставляє фірма Mulliners, а кабріолети. Технічно ТС 21 відрізняється тільки тим, що має під капотом 93-сильний мотор, який спершу ставився тільки на спортивну версію. Але і ця модель не випускалася довго, бо вже в жовтні представляють оновлену версію, яка отримує назву TC 21/100 Grey Lady. Мотор форсований до 100 сил, що дозволяє розганятися солідному седану до 160 км/год і розміняти першу сотню за 15.4 секунди.

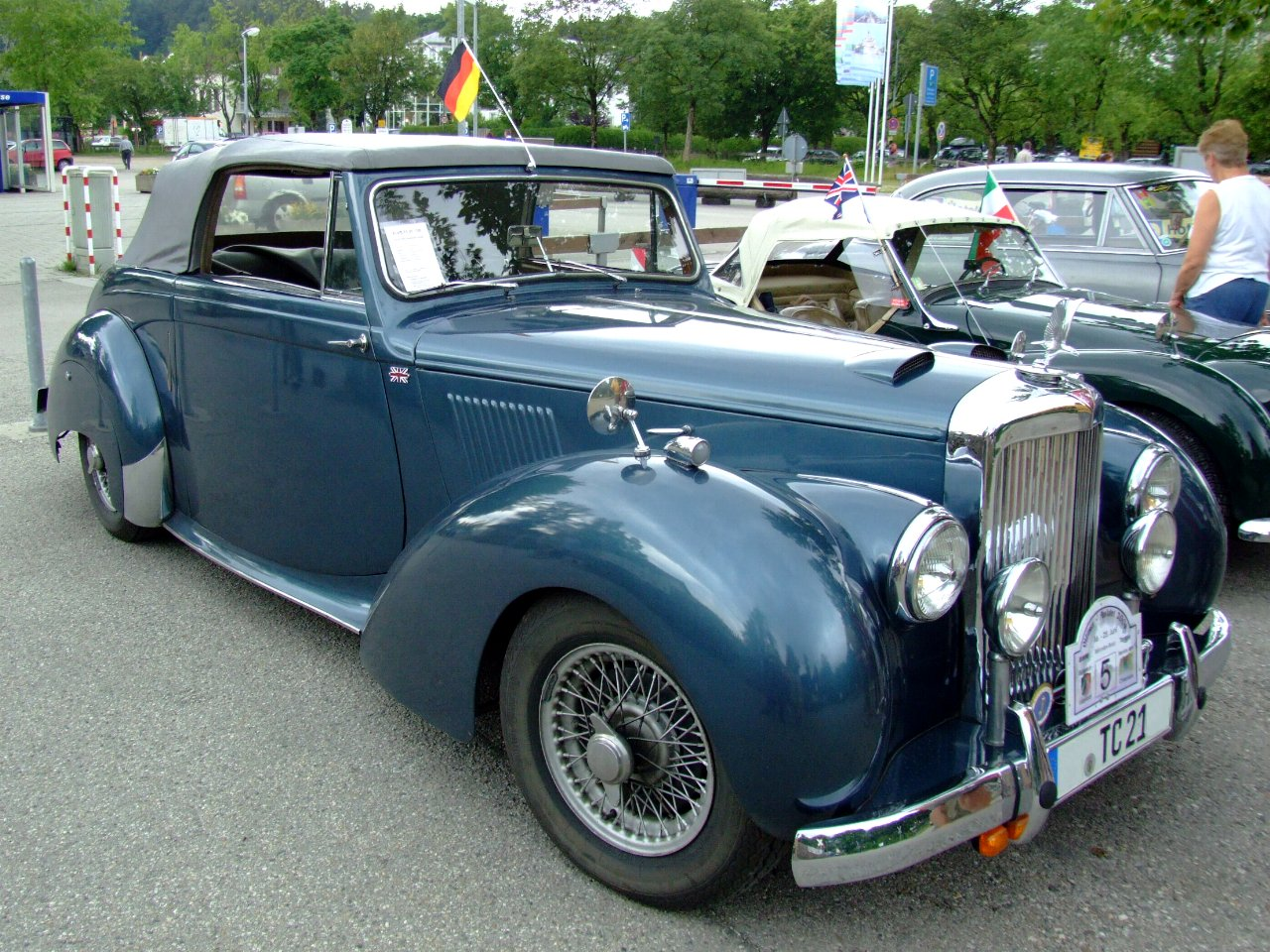
Alvis ТС 21/100 Grey Lady

У 1954 році, крім седана і кабріолета, можна було замовити і версію купе, яку будувало в Швейцарії ательє Graber. Ця машина разюче відрізнялася по дизайну від того, що пропонували британські кузовщики. 
У цьому ж році Алек Іссігоніс йде з фірми через зменшення фінансування проєктів, над якими він працює, при цьому прихопивши з собою свої розробки. Гумові елементи підвіски пізніше ми побачимо на знаменитому Mini. До речі, треба сказати, що в цей час фірма Alvis вже успішно працює на держзамовлення, проєктуючи і виготовляючи броньовики та інший транспорт для армії.
Тим часом, влітку 1955 року, року Mulliners стає частиною фірми Standard, а Tickford переходить під крило фірми Aston Martin, Швейцарія же знаходиться далеко, але, проте, було вирішено постачати клієнтам і варіант з кузовом кабріолет. Керівництво фірми вирішує припинити виробництво моделі TC 21/100 і почати випускати нову TC 108G. Технічно машина залишилася колишньою, тільки потужність мотора підійняли до 104 к/с завдяки установці двох карбюраторів SU. Стиль кузова спроєктував Германн Грабер, який продає ліцензію англійській фірмі Willowbrook, яка до цього будувала кузова для автобусів. Кузови машин будувалися зі сталевих листів, прикріплених до дерев'яного каркаса. Від «Спорт Салону» TC 21/100 ця машина відрізнялася зовні оформленням передка, отримавши традиційну решітку радіатора і капот іншої форми, задня стійка залишилася колишньою, із зворотним нахилом і панорамним склом. 

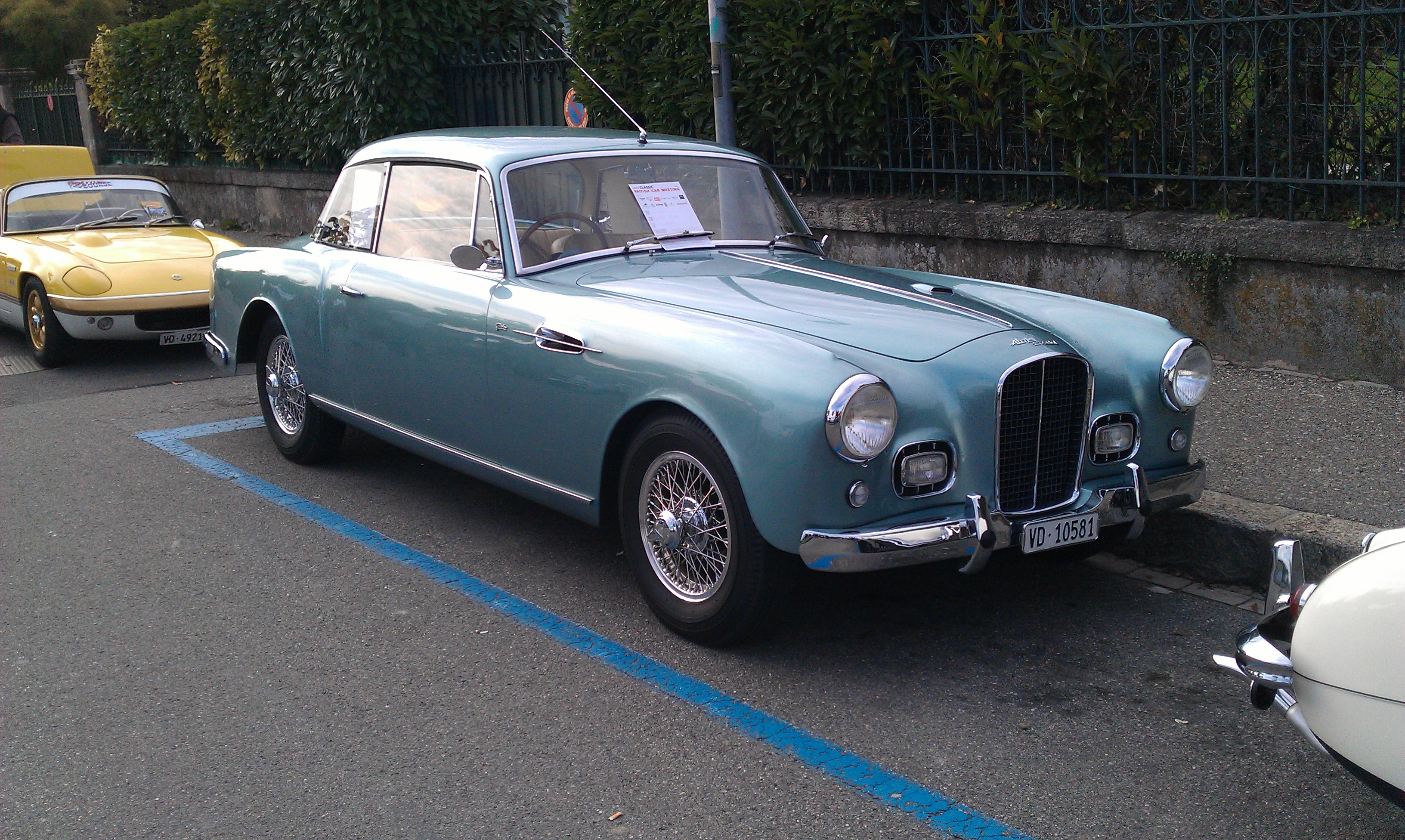
Alvis ТС 108G by Graber

Восени 1957 року зі Швейцарії стали поставляти і кузов кабріолет, виготовлений фірмою Graber.
Але кузова, що виготовляються в Англії, також занадто дорогі, Willowbrook просить занадто велику суму за свою продукцію, тому що панелі кузова не пресують, а вистукують на болванках вручну, так само, як і дах, багажник і капот, виготовлені з алюмінію. У підсумку Alvis вдається реалізувати всього 37 автомобілів, спасибі військовій програмі, що фірма змогла прожити з настільки нікчемним попитом на свою автомобільну продукцію. 
Щоб врятувати ситуацію, підприємство шукає інших постачальників і знаходить їх в особі Park Ward, яка належить компанії Rolls-Royce. Park Ward береться не тільки виготовляти кузова за меншу суму, але і переробити існуючу конструкцію. У підсумку задні стійки у купе («Спорт Салону») змінюють свою форму, що забезпечило більший простір ззаду. Технічно зміни звелися до збільшення потужності мотора до 115 к/с і встановлення коробки передач від Austin Healey, попереду з'явився стабілізатор поперечної стійкості. Ціна на машину впала, і це посприяло підвищенню попиту, також в плюсах була прийнятна максималка (майже 170 км/год) і розгін для ста за 13.5 секунди. 

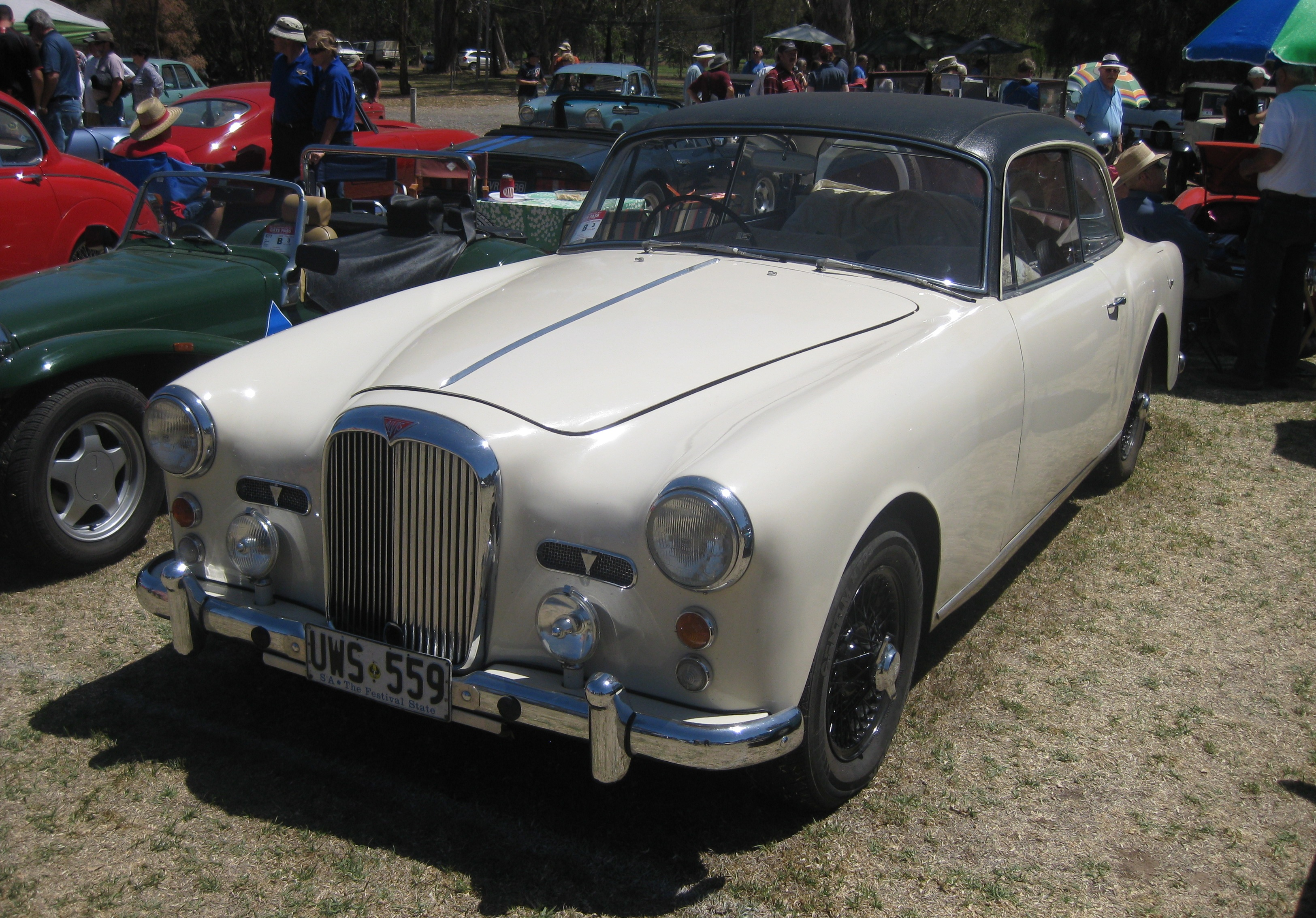
Alvis ТD 21 Sports Saloon Park Ward

Тим часом Грабер пропонував свої версії кузовів, які так само пропонувалися в закритому і відкритому варіанті, від британського побратима вони відрізнялися дизайном передньої частини, яка мала яскраво виражений горб, що йде до решітки радіатора, плюс квадратні протитуманки, вбудовані в передню частину, британець мав окремо віддалені протитуманні фари, задні крила швейцарця мали маленькі плавники, а у брита вони були похилими. До речі, версія кабріолет від швейцарця була куди витонченішою з піднятим дахом, ніж продукція Park Ward.
Наприкінці 1959 року машина отримує дискові гальма для передніх коліс і, як опцію, 3-ступінчасту автоматичну коробку передач від Borg Warner, клієнти, які воліють самі перемикати передачі, можуть замовити овердрайв Laycock de Normanville, який вмикався електрогідравлічно (як на Вольво 700-ї серії).
Машина без особливих змін випускалася до січня 1962 року, коли з'явилася оновлена версія TD 21 Series II. Машина отримала 124-сильний мотор і дискові гальма на всі колеса, зовні модернізація торкнулася деяких елементів оздоблення, але головне — протитуманні фари були вмонтовані в передню частину кузова, як до цього це робив Герман Грабер, з тією лише різницею, що вони були круглими. 

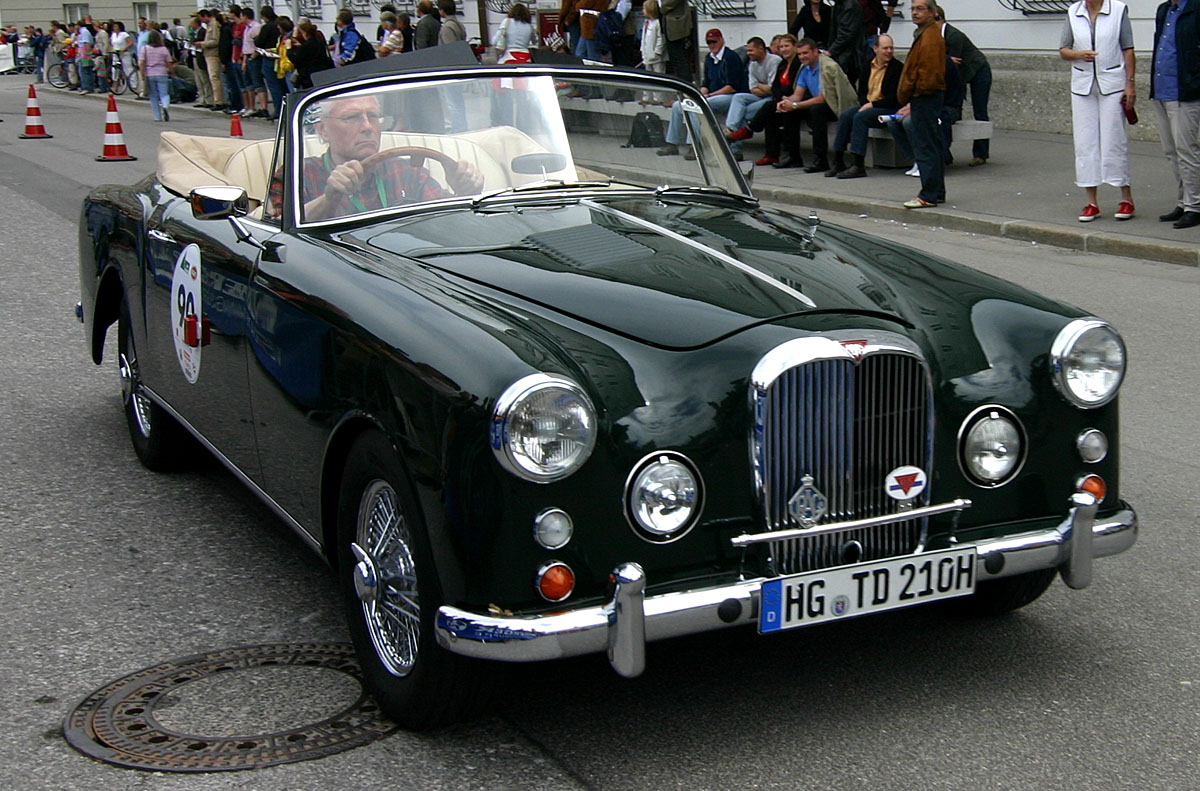
Alvis ТD 21 Series II Drophead Coupe Park Ward

Незабаром машина отримує 5-ступінчасту коробку передач від німецької фірми ZF, проте поки тільки як опцію.
У жовтні 1963 року на автошоу була показана нова версія, яка в рекламних проспектах вказувалася як 3 Litre Series III, хоча офіційна назва була ТЕ 21. Знову 3-літровий мотор був форсований, тепер з нього зняли 130 сил, практично ґрунтовно переробивши головку, 5-ступінчаста коробка передач встановлювалася за замовчуванням, а як опцію можна було замовити 3-ступінчастий автомат. Зовні машина відрізняється здвоєними вертикально фарами освітлення, на зразок автомобілів Facel Vega або Mercedes-Benz цього періоду. 

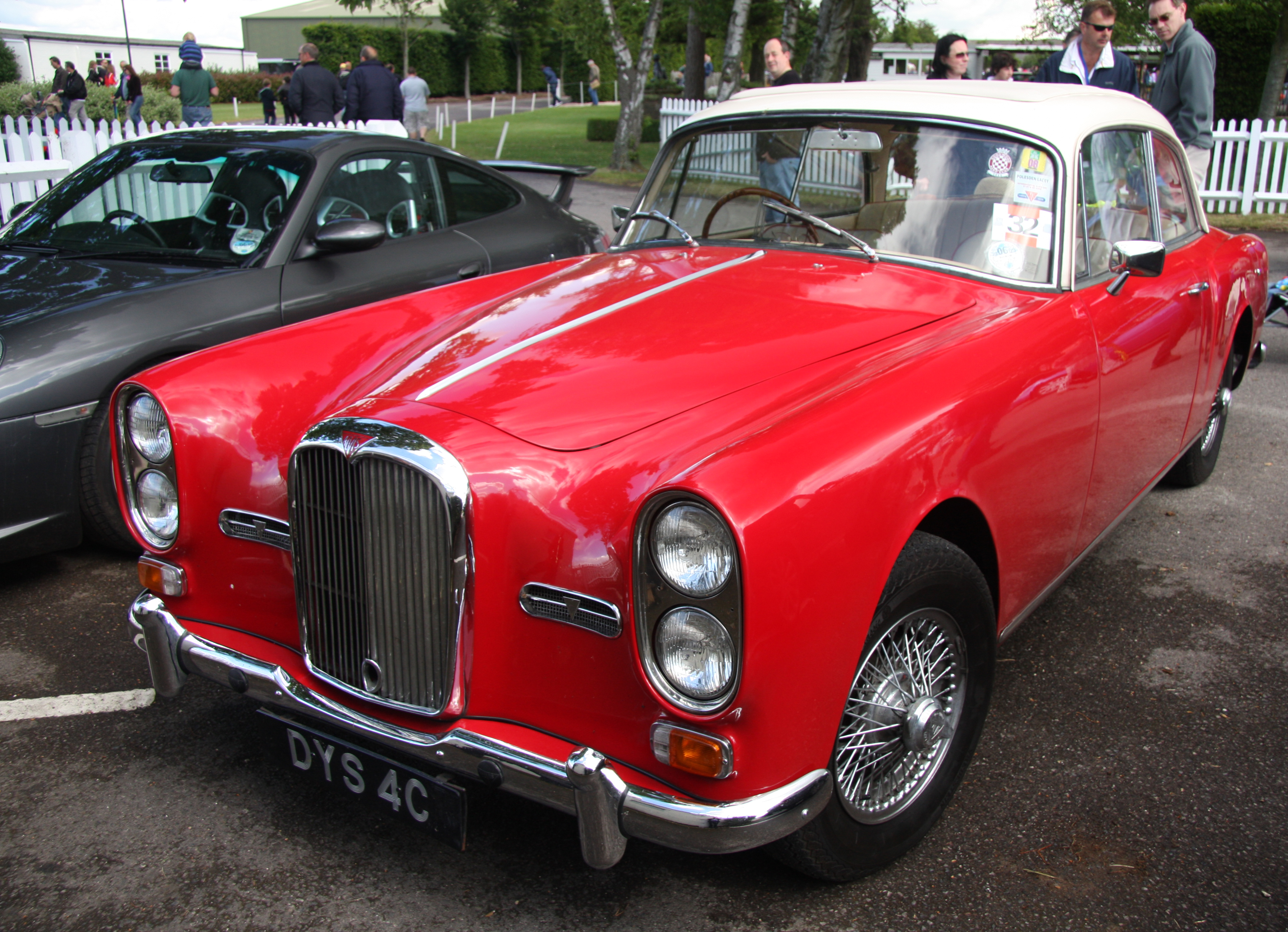
Alvis ТE 21 Series II Coupe Park Ward

Однак, що цікаво, фірма продовжує поставляти шасі і до Швейцарії, де старий партнер встановлює на них кузова власного дизайну, які зовні відрізняються від британської продукції.

## Alvis у власності Rover Company (1965—1967), British Leyland (1967—1981), United Scientific Holdings (1981—2004), BAE Systems (2004). Закриття автомобільного підрозділу
У 1965 році машина отримує як опцію гідропідсилювач керма, ця опція настільки популярна, що майже всі випущені після цього часу машини оснащені нею, що, в принципі, і не дивно. Тим часом компанію купує фірма Rover і починається спільна робота над новим автомобілем, який повинен отримати центральне розташування V8 двигуна об'ємом 3.5 л, що випускається фірмою Rover за ліцензією фірми Buick.
Тим часом, у 1966 році, з'являється ще одна версія серійної машини — 3 Litre Series IV або TF 21. Зовні машина нічим не відрізняється від попередника, але зате ґрунтовно перероблений салон авто і мотор форсований до 150 сил, що дозволяє розганятися закритій машині до 190 км/год. Обидві моделі ТE 21 і TF 21 випускаються паралельно до 1967 року, в 1967 році залишається тільки 150-сильна версія, вже готовий середньомоторний прототип Rover-Alvis P6BS. 

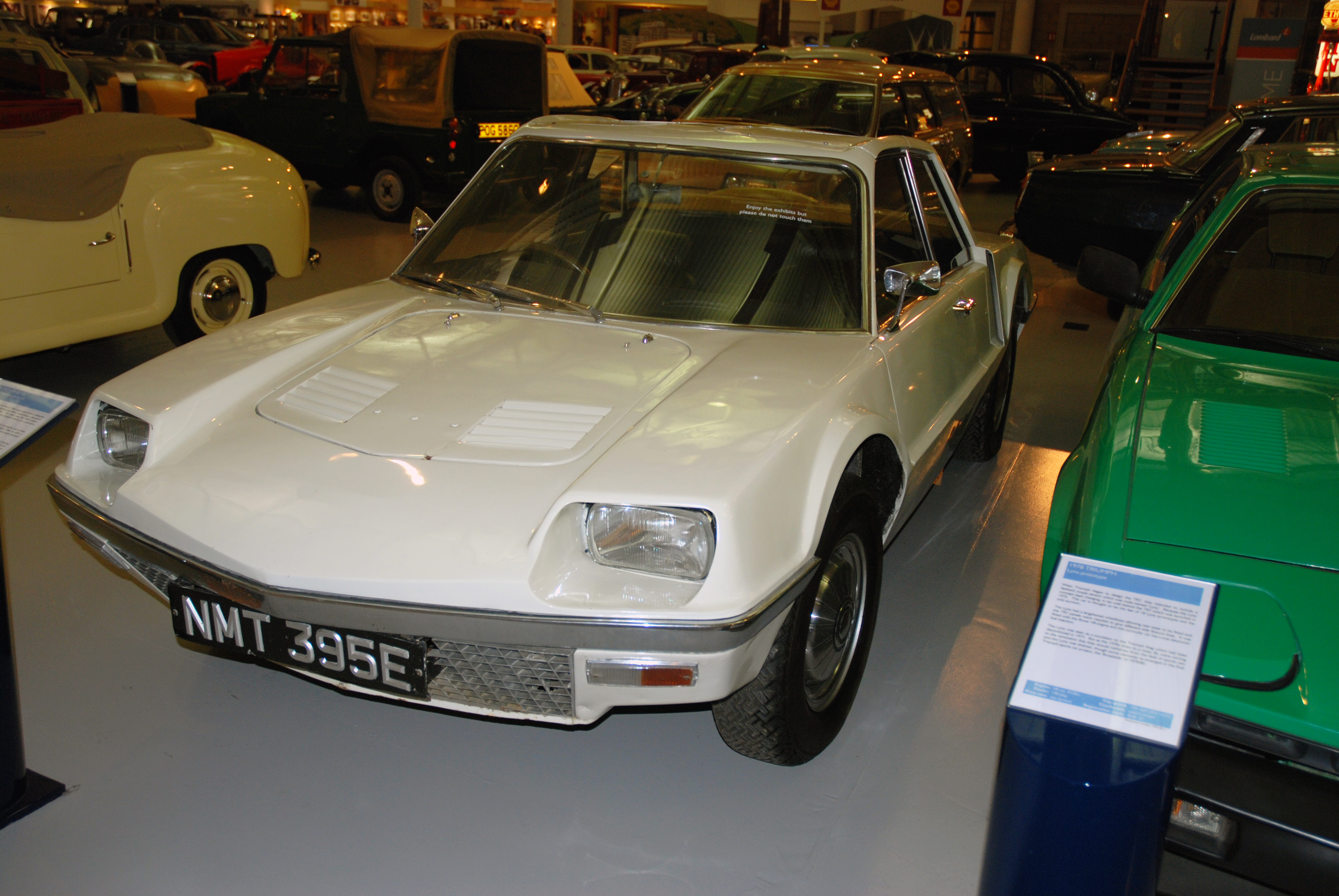
Rover-Alvis P6BS

Як сама фірма Rover поглинається гігантом British Leyland, нова мітла мете по новому, і на виробництві автомобілів марки Alvis ставиться великий і жирний хрест, TF 21 встигли побудувати тільки 109 примірників, а серпні 1967 року знімається з виробництва, також ставлять хрест і на новому купе P6BS.
Alvis стає військовим відділенням British Leyland, виготовляючи броньовики та іншу колісну техніку, тому що авіаційну продукцію припинили випускати ще роком раніше, бо радіальні двигуни вже не мали попит, тому що авіаційна промисловість переходила на реактивну тягу, а розвиватися в цьому напрямку компанія фінансового була не здатна. 

## Відновлення виробництва автомобілів
У 1968 році група колишніх працівників автомобільного відділення створюють фірми Red Triangle і викуповують у British Leyland склад запчастин, всі креслення та іншу документацію стосовно автомобілів, в 90-ті роки фірма починає не тільки продавати і виробляти запчастини до післявоєнних автомобілів цієї марки, але і повністю реставрувати їх.
Історія ж фірми Alvis триває, її емблема красується на бронетехніці, сама фірма в 1981 році поглинається United Scientific Holdings, стаючи найбільшим британським виробником озброєння. 1992 року холдинг перейменовується в Alvis Holdings Plc, в середині 90-х концерн стає європейським лідером у своїй галузі, прикупивши шведську компанію Hägglunds, що дозволило увійти на ринок гусеничної техніки. 2002 року фірма купує підрозділ фірми Vickers — Vickers Defence Systems, яке виробляє роботів для знешкодження мін, але через два роки об'єднана компанія Alvis Vickers Ltd переходить під контроль BAE Systems і марка Alvis, разом з її емблемою, скасовується. Через 5 років фірма Red Triangle купує права на марку та емблему, а також заявляє про те, що вони відновлять виробництво довоєнної моделі 4.3 Litre, при цьому і шасі, і мотор матимуть довоєнну конструкцію, але з поправкою на сучасні екологічні вимоги, а також вимоги до безпеки, так на мотор об'ємом 4.4 л встановили інжектор і каталізатор, а гальма отримали сучасний гідропривід з підсилювачем, а щоб бути точним до оригіналу, на авто використовується 4-ступенева коробка передач, кузов пропонується будувати в одному варіанті, наближеним до Sports Tourer від Vanden Plas.

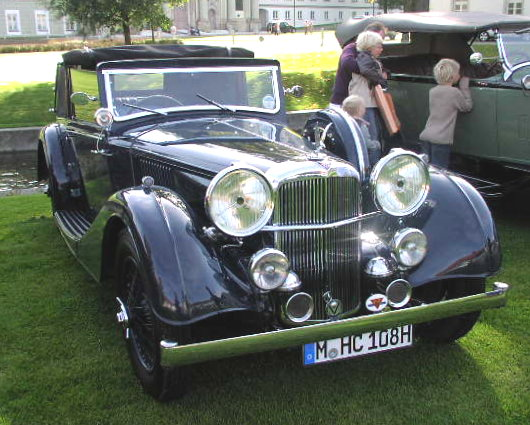
Alvis 4.3i Litre Continuation Series

Однак панам товстосумам варто поквапитися, тому що всього заплановано випустити 77 таких автомобілів. 

## Продукція компанії

### Авіаційні двигуни
- Alvis Alcides
- Alvis Leonides
- Alvis Leonides Major
- Alvis Maeonides
- Alvis Pelides
- Alvis Pelides Major

## Список автомобілів Alvis
- 1920 — Alvis 10/30HP
- 1921 — Alvis 11/40НР
- 1922 — Alvis 12/40HP
- 1923 — Alvis 12/50HP
- 1926 — Alvis 12/80HP
- 1927 — Alvis 14/75НР
- 1928 — Alvis 12/75HP
  - Alvis FWD 8/15
- 1930 — Alvis Silver Eagle
- 1931 — Alvis 12/60HP
- 1932 — Alvis Speed 20
- 1933 — Alvis Firefly
  - Alvis Crested Eagle
- 1934 — Alvis Firebird
- 1935 — Alvis 3½ Litre
- 1936 — Alvis Speed 25
- 1937 — Alvis 4.3 Litre
  - Alvis Silver Crest
- 1938 — Alvis 12/70HP
- 1946 — Alvis TA 14
- 1948 — Alvis TB 14
- 1950 — Alvis TA 21
  - Alvis TB 21
- 1953 — Alvis TC 21
  - Alvis TC 21/100 Grey Lady
- 1955 — Alvis ТС 108G
- 1958 — Alvis TD 21
- 1964 — Alvis TE 21
- 1966 — Alvis TF 21